# Lista över insjöar i Sverige med namn som slutar med -tjärnet

Spridning av sjöar med namn som slutar på -tjärnet i Sverige

Detta är en lista över insjöar i Sverige vars namn slutar med -tjärnet, som är en variant av -tjärn, vanlig i delar av Västsverige.

## Halland
- Långatjärnet, sjö i Kungsbacka kommun och Halland, 57°33′40″N 12°09′46″Ö / 57.561°N 12.1629°Ö

## Västergötland
- Blåtjärnet, Västergötland, sjö i Alingsås kommun och Västergötland, 57°53′34″N 12°31′37″Ö / 57.8929°N 12.5269°Ö
- Entjärnet, sjö i Bollebygds kommun och Västergötland, 57°48′03″N 12°36′32″Ö / 57.8008°N 12.6088°Ö
- Frötjärnet, Västergötland, sjö i Lerums kommun och Västergötland, 57°51′20″N 12°16′58″Ö / 57.8556°N 12.2827°Ö
- Grästjärnet, Västergötland, sjö i Göteborgs kommun och Västergötland, 57°48′40″N 12°04′14″Ö / 57.8112°N 12.0705°Ö (2 ha)
- Idtjärnet, sjö i Göteborgs kommun och Västergötland, 57°48′24″N 12°04′07″Ö / 57.8068°N 12.0686°Ö (3 ha)
- Kilåsatjärnet, sjö i Svenljunga kommun och Västergötland, 57°16′41″N 12°56′11″Ö / 57.2781°N 12.9365°Ö
- Lilla Gettjärnet, sjö i Lerums kommun och Västergötland, 57°52′24″N 12°13′25″Ö / 57.8732°N 12.2236°Ö
- Lilla Kotjärnet, Västergötland, sjö i Lerums kommun och Västergötland, 57°51′35″N 12°09′50″Ö / 57.8598°N 12.1639°Ö
- Musetjärnet, sjö i Svenljunga kommun och Västergötland, 57°18′05″N 12°53′48″Ö / 57.3014°N 12.8966°Ö
- Skrovtjärnet, sjö i Göteborgs kommun och Västergötland, 57°49′23″N 12°03′27″Ö / 57.8231°N 12.0576°Ö (3 ha)
- Stora Gettjärnet, sjö i Lerums kommun och Västergötland, 57°52′36″N 12°13′21″Ö / 57.8768°N 12.2224°Ö (5 ha)
- Stora Tutjärnet, sjö i Lerums kommun och Västergötland, 57°51′01″N 12°11′15″Ö / 57.8504°N 12.1876°Ö

## Bohuslän
- Abborretjärnet, Bohuslän, sjö i Munkedals kommun och Bohuslän, 58°43′10″N 11°45′17″Ö / 58.7195°N 11.7548°Ö
- Abborrtjärnet, Bohuslän, sjö i Tanums kommun och Bohuslän, 58°50′41″N 11°29′43″Ö / 58.8448°N 11.4953°Ö (2 ha)
- Adamstjärnet, sjö i Munkedals kommun och Bohuslän, 58°39′42″N 11°43′36″Ö / 58.6617°N 11.7268°Ö (1 ha)
- Brämstjärnet, sjö i Strömstads kommun och Bohuslän, 58°58′13″N 11°25′45″Ö / 58.9702°N 11.4293°Ö (21 ha)
- Bustretjärnet, sjö i Strömstads kommun och Bohuslän, 59°02′32″N 11°10′52″Ö / 59.0422°N 11.1811°Ö (1 ha)
- Dammtjärnet, Bohuslän, sjö i Munkedals kommun och Bohuslän, 58°46′09″N 11°46′34″Ö / 58.7691°N 11.776°Ö (10 ha)
- Engalserödtjärnet, sjö i Strömstads kommun och Bohuslän, 58°54′25″N 11°14′14″Ö / 58.907°N 11.2371°Ö (4 ha)
- Flåghulttjärnet, sjö i Strömstads kommun och Bohuslän, 58°58′57″N 11°24′48″Ö / 58.9826°N 11.4134°Ö (46 ha)
- Frustugutjärnet, sjö i Munkedals kommun och Bohuslän, 58°41′25″N 11°53′54″Ö / 58.6904°N 11.8983°Ö (12 ha)
- Fågletjärnet, Bohuslän, sjö i Tanums kommun och Bohuslän, 58°48′39″N 11°35′24″Ö / 58.8107°N 11.5901°Ö (4 ha)
- Gerrebotjärnet, sjö i Munkedals kommun och Bohuslän, 58°37′30″N 11°51′23″Ö / 58.6251°N 11.8565°Ö
- Getetjärnet, sjö i Tanums kommun och Bohuslän 58°39′31″N 11°38′08″Ö / 58.65864°N 11.63558°Ö
- Grannerödtjärnet, sjö i Tanums kommun och Bohuslän, 58°46′55″N 11°27′51″Ö / 58.782°N 11.4641°Ö
- Gråbacketjärnet, sjö i Munkedals kommun och Bohuslän, 58°43′02″N 11°43′19″Ö / 58.7172°N 11.7219°Ö (1 ha)
- Husetjärnet, Bohuslän, sjö i Munkedals kommun och Bohuslän, 58°41′11″N 11°54′24″Ö / 58.6864°N 11.9066°Ö (7 ha)
- Hälletjärnet, Bohuslän, sjö i Munkedals kommun och Bohuslän, 58°46′49″N 11°46′07″Ö / 58.7804°N 11.7686°Ö (11 ha)
- Hästetjärnet, Bohuslän, sjö i Munkedals kommun och Bohuslän, 58°45′02″N 11°50′35″Ö / 58.7506°N 11.843°Ö
- Karpetjärnet, sjö i Munkedals kommun och Bohuslän, 58°40′58″N 11°48′24″Ö / 58.6829°N 11.8067°Ö
- Killingetjärnet, sjö i Tanums kommun och Bohuslän, 58°41′31″N 11°39′14″Ö / 58.692°N 11.6539°Ö (3 ha)
- Korpetjärnet, Bohuslän, sjö i Munkedals kommun och Bohuslän, 58°48′52″N 11°44′44″Ö / 58.8144°N 11.7456°Ö (5 ha)
- Krokstjärnet, Bohuslän, sjö i Strömstads kommun och Bohuslän, 58°59′52″N 11°25′18″Ö / 58.9978°N 11.4218°Ö (25 ha)
- Kyrketjärnet, Bohuslän, sjö i Munkedals kommun och Bohuslän, 58°40′28″N 11°52′49″Ö / 58.6745°N 11.8803°Ö
- Lilla Skilleråstjärnet, sjö i Munkedals kommun och Bohuslän, 58°47′12″N 11°45′48″Ö / 58.7867°N 11.7632°Ö
- Lundetjärnet, sjö i Tanums kommun och Bohuslän, 58°40′47″N 11°37′09″Ö / 58.6798°N 11.6192°Ö (10 ha)
- Långetjärnet, Bohuslän, sjö i Tanums kommun och Bohuslän, 58°48′51″N 11°40′27″Ö / 58.8142°N 11.6741°Ö
- Monetjärnet, sjö i Tanums kommun och Bohuslän, 58°41′05″N 11°36′53″Ö / 58.6847°N 11.6147°Ö (4 ha)
- Märretjärnet, Bohuslän, sjö i Tanums kommun och Bohuslän, 58°43′53″N 11°41′43″Ö / 58.7313°N 11.6952°Ö
- Månstjärnet, sjö i Munkedals kommun och Bohuslän, 58°42′42″N 11°49′23″Ö / 58.7116°N 11.8231°Ö (6 ha)
- Mörketjärnet, sjö i Tanums kommun och Bohuslän, 58°42′13″N 11°36′31″Ö / 58.7035°N 11.6086°Ö (2 ha)
- Ormelundstjärnet, sjö i Tanums kommun och Bohuslän, 58°45′45″N 11°42′10″Ö / 58.7624°N 11.7029°Ö
- Pinetjärnet, sjö i Tanums kommun och Bohuslän, 58°50′27″N 11°39′58″Ö / 58.8409°N 11.666°Ö
- Rambergstjärnet, sjö i Strömstads kommun och Bohuslän, 59°03′25″N 11°21′55″Ö / 59.057°N 11.3652°Ö (2 ha)
- Ramtvetstjärnet, sjö i Tanums kommun och Bohuslän, 58°42′21″N 11°35′33″Ö / 58.7059°N 11.5924°Ö (3 ha)
- Rönningstjärnet, Bohuslän, sjö i Tanums kommun och Bohuslän, 58°42′02″N 11°38′40″Ö / 58.7005°N 11.6444°Ö (1 ha)
- Svartkastjärnet, sjö i Tanums kommun och Bohuslän, 58°47′53″N 11°41′16″Ö / 58.7981°N 11.6879°Ö (7 ha)
- Stora Glomåstjärnet, sjö i Tanums kommun och Bohuslän, 58°43′39″N 11°42′02″Ö / 58.7275°N 11.7006°Ö (4 ha)
- Stora Lommetjärnet (Mo socken, Bohuslän), sjö i Tanums kommun och Bohuslän, 58°42′57″N 11°38′36″Ö / 58.7157°N 11.6433°Ö
- Stora Mörteråstjärnet, sjö i Munkedals kommun och Bohuslän, 58°47′20″N 11°46′25″Ö / 58.789°N 11.7735°Ö
- Stora Skilleråstjärnet, sjö i Munkedals kommun och Bohuslän, 58°47′02″N 11°45′47″Ö / 58.7838°N 11.763°Ö
- Sörtjärnet, Bohuslän, sjö i Tanums kommun och Bohuslän, 58°47′54″N 11°37′20″Ö / 58.7982°N 11.6223°Ö
- Taraldstjärnet, sjö i Tanums kommun och Bohuslän, 58°54′13″N 11°38′35″Ö / 58.9035°N 11.6431°Ö (20 ha)
- Valbaketjärnet, sjö i Strömstads kommun och Bohuslän, 58°56′37″N 11°25′25″Ö / 58.9437°N 11.4236°Ö (2 ha)
- Vassbytjärnet, sjö i Tanums kommun och Bohuslän, 58°49′19″N 11°23′30″Ö / 58.822°N 11.3918°Ö (9 ha)
- Vattenmellumtjärnet, sjö i Tanums kommun och Bohuslän, 58°50′22″N 11°27′41″Ö / 58.8394°N 11.4614°Ö (1 ha)
- Älgetjärnet, sjö i Tanums kommun och Bohuslän, 58°43′08″N 11°40′05″Ö / 58.7189°N 11.6681°Ö (13 ha)

## Dalsland
- Abborretjärnet (Dals-Eds socken, Dalsland), sjö i Dals-Eds kommun och Dalsland, 58°57′18″N 11°52′09″Ö / 58.9549°N 11.8691°Ö
- Abborretjärnet (Högsäters socken, Dalsland), sjö i Färgelanda kommun och Dalsland, 58°37′42″N 12°07′37″Ö / 58.6284°N 12.1269°Ö
- Abborretjärnet (Ärtemarks socken, Dalsland), sjö i Bengtsfors kommun och Dalsland, 59°03′23″N 12°07′16″Ö / 59.0565°N 12.1211°Ö (5 ha)
- Abborrtjärnet (Laxarby socken, Dalsland), sjö i Bengtsfors kommun och Dalsland, 59°09′25″N 12°25′21″Ö / 59.1569°N 12.4224°Ö
- Abborrtjärnet (Mo socken, Dalsland), sjö i Åmåls kommun och Dalsland, 59°09′21″N 12°40′40″Ö / 59.1559°N 12.6777°Ö (4 ha)
- Abborrtjärnet (Ödeborgs socken, Dalsland), sjö i Färgelanda kommun och Dalsland, 58°32′25″N 12°04′11″Ö / 58.5403°N 12.0696°Ö
- Abborrtjärnet (Örs socken, Dalsland), sjö i Melleruds kommun och Dalsland, 58°41′13″N 12°15′28″Ö / 58.6869°N 12.2577°Ö
- Agnetjärnet, sjö i Dals-Eds kommun och Dalsland, 58°48′00″N 11°55′00″Ö / 58.8°N 11.9167°Ö
- Aldalstjärnet, sjö i Åmåls kommun och Dalsland, 59°07′36″N 12°41′32″Ö / 59.1267°N 12.6922°Ö
- Arbetstjärnet, sjö i Bengtsfors kommun och Dalsland, 59°10′31″N 12°10′27″Ö / 59.1752°N 12.1741°Ö
- Backetjärnet, sjö i Dals-Eds kommun och Dalsland, 58°47′48″N 11°55′04″Ö / 58.7966°N 11.9177°Ö
- Baggerudstjärnet, sjö i Bengtsfors kommun och Dalsland, 59°08′33″N 12°26′34″Ö / 59.1426°N 12.4427°Ö (8 ha)
- Bengtetjärnet, sjö i Åmåls kommun och Dalsland, 59°05′01″N 12°29′53″Ö / 59.0835°N 12.498°Ö
- Bergstjärnet, sjö i Åmåls kommun och Dalsland, 59°03′06″N 12°34′44″Ö / 59.0518°N 12.579°Ö (8 ha)
- Bergtjärnet, Dalsland, sjö i Åmåls kommun och Dalsland, 58°53′48″N 12°28′51″Ö / 58.8967°N 12.4807°Ö (59 ha)
- Bjurbäcketjärnet, sjö i Bengtsfors kommun och Dalsland, 59°05′49″N 12°22′30″Ö / 59.097°N 12.375°Ö (15 ha)
- Bjurdämmetjärnet, sjö i Åmåls kommun och Dalsland, 58°50′17″N 12°27′45″Ö / 58.838°N 12.4624°Ö
- Björnbytjärnet, sjö i Dals-Eds kommun och Dalsland, 58°48′41″N 11°48′59″Ö / 58.8115°N 11.8164°Ö
- Blacketjärnet, sjö i Bengtsfors kommun och Dalsland, 59°06′04″N 12°21′03″Ö / 59.1011°N 12.3507°Ö
- Bocklarudstjärnet, sjö i Åmåls kommun och Dalsland, 58°57′43″N 12°26′14″Ö / 58.962°N 12.4372°Ö
- Bockstenstjärnet, sjö i Åmåls kommun och Dalsland, 59°02′10″N 12°31′38″Ö / 59.0361°N 12.5272°Ö
- Bomarkstjärnet, sjö i Dals-Eds kommun och Dalsland, 59°04′11″N 11°50′46″Ö / 59.0697°N 11.8462°Ö (40 ha)
- Bottnanetjärnet, sjö i Bengtsfors kommun och Dalsland, 59°11′03″N 12°25′16″Ö / 59.1843°N 12.4212°Ö
- Brenetjärnet, sjö i Bengtsfors kommun och Dalsland, 58°49′06″N 12°02′03″Ö / 58.8184°N 12.0341°Ö
- Bräcketjärnet (Edsleskogs socken, Dalsland), sjö i Åmåls kommun och Dalsland, 59°02′38″N 12°28′23″Ö / 59.0438°N 12.4731°Ö (59 ha)
- Bräcketjärnet (Skålleruds socken, Dalsland), sjö i Melleruds kommun och Dalsland, 58°51′24″N 12°27′17″Ö / 58.8566°N 12.4547°Ö (40 ha)
- Brännetjärnet, sjö i Dals-Eds kommun och Dalsland, 58°57′01″N 12°02′42″Ö / 58.9502°N 12.045°Ö (15 ha)
- Bråtetjärnet, Dalsland, sjö i Dals-Eds kommun och Dalsland, 59°01′15″N 12°03′18″Ö / 59.0209°N 12.055°Ö (5 ha)
- Buterudstjärnet, sjö i Bengtsfors kommun och Dalsland, 58°50′30″N 12°22′52″Ö / 58.8418°N 12.3811°Ö (11 ha)
- Butjärnet (Laxarby socken, Dalsland), sjö i Bengtsfors kommun och Dalsland, 59°04′32″N 12°21′10″Ö / 59.0755°N 12.3529°Ö
- Butjärnet (Tösse socken, Dalsland), sjö i Åmåls kommun och Dalsland, 59°01′49″N 12°35′24″Ö / 59.0302°N 12.5901°Ö (9 ha)
- Byrtjärnet, sjö i Bengtsfors kommun och Dalsland, 58°51′57″N 12°16′56″Ö / 58.8657°N 12.2823°Ö
- Bytjärnet, Dalsland, sjö i Melleruds kommun och Dalsland, 58°49′44″N 12°15′10″Ö / 58.8289°N 12.2529°Ö
- Bärsjötjärnet, sjö i Bengtsfors kommun och Dalsland, 59°08′24″N 12°17′47″Ö / 59.14°N 12.2964°Ö
- Bärutetjärnet, sjö i Åmåls kommun och Dalsland, 59°00′59″N 12°32′11″Ö / 59.0163°N 12.5365°Ö
- Bågetjärnet, sjö i Bengtsfors kommun och Dalsland, 59°00′19″N 12°19′35″Ö / 59.0053°N 12.3265°Ö (35 ha)
- Båsetjärnet, sjö i Melleruds kommun och Dalsland, 58°46′48″N 12°17′49″Ö / 58.78°N 12.297°Ö (6 ha)
- Båttjärnet, sjö i Melleruds kommun och Dalsland, 58°49′33″N 12°25′36″Ö / 58.8259°N 12.4266°Ö (14 ha)
- Dalstjärnet, Dalsland, sjö i Dals-Eds kommun och Dalsland, 58°50′25″N 11°57′35″Ö / 58.8404°N 11.9596°Ö
- Dammtjärnet (Bäcke socken, Dalsland), sjö i Bengtsfors kommun och Dalsland, 58°46′34″N 12°14′39″Ö / 58.7761°N 12.2443°Ö (13 ha)
- Dammtjärnet (Dals-Eds socken, Dalsland), sjö i Dals-Eds kommun och Dalsland, 58°53′18″N 12°02′41″Ö / 58.8883°N 12.0446°Ö
- Dammtjärnet (Steneby socken, Dalsland), sjö i Bengtsfors kommun och Dalsland, 58°57′46″N 12°20′41″Ö / 58.9628°N 12.3447°Ö
- Dammtjärnet (Ärtemarks socken, Dalsland), sjö i Bengtsfors kommun och Dalsland, 59°04′13″N 12°14′03″Ö / 59.0704°N 12.2342°Ö (4 ha)
- Deletjärnet, sjö i Dals-Eds kommun och Dalsland 59°03′47″N 11°47′25″Ö / 59.06306°N 11.79040°Ö
- Djupetjärnet (Håbols socken, Dalsland), sjö i Dals-Eds kommun och Dalsland, 58°57′42″N 12°02′02″Ö / 58.9617°N 12.0338°Ö
- Djupetjärnet (Ödskölts socken, Dalsland), sjö i Bengtsfors kommun och Dalsland, 58°49′55″N 12°05′32″Ö / 58.8319°N 12.0923°Ö
- Draketjärnet, sjö i Bengtsfors kommun och Dalsland, 58°58′45″N 12°10′56″Ö / 58.9792°N 12.1821°Ö
- Duntaretjärnet, sjö i Bengtsfors kommun och Dalsland, 59°09′54″N 12°10′24″Ö / 59.165°N 12.1733°Ö
- Dytjärnet, sjö i Bengtsfors kommun och Dalsland, 58°47′03″N 12°13′53″Ö / 58.7841°N 12.2314°Ö
- Edtjärnet, sjö i Bengtsfors kommun och Dalsland 59°02′37″N 12°08′39″Ö / 59.04371°N 12.14406°Ö
- Elingetjärnet, sjö i Färgelanda kommun och Dalsland, 58°42′33″N 12°13′02″Ö / 58.7093°N 12.2171°Ö
- Elitjärnet, sjö i Dals-Eds kommun och Dalsland, 58°58′08″N 11°55′56″Ö / 58.9689°N 11.9321°Ö
- Elsendalstjärnet, sjö i Bengtsfors kommun och Dalsland, 58°49′52″N 12°12′01″Ö / 58.831°N 12.2002°Ö (7 ha)
- Fagerlidtjärnet, sjö i Dals-Eds kommun och Dalsland, 59°09′53″N 11°46′43″Ö / 59.1646°N 11.7787°Ö (4 ha)
- Filippustjärnet, sjö i Melleruds kommun och Dalsland, 58°50′46″N 12°16′52″Ö / 58.846°N 12.281°Ö
- Fisketjärnet, sjö i Färgelanda kommun och Dalsland, 58°27′15″N 11°54′06″Ö / 58.4542°N 11.9016°Ö (4 ha)
- Fixtjärnet, sjö i Åmåls kommun och Dalsland, 59°10′27″N 12°40′22″Ö / 59.1742°N 12.6727°Ö
- Fjälltjärnet, Dalsland, sjö i Bengtsfors kommun och Dalsland, 58°52′13″N 12°14′37″Ö / 58.8702°N 12.2435°Ö
- Flottjärnet, sjö i Åmåls kommun och Dalsland, 59°00′49″N 12°33′03″Ö / 59.0135°N 12.5507°Ö
- Fredriketjärnet, sjö i Dals-Eds kommun och Dalsland, 58°59′08″N 11°48′57″Ö / 58.9856°N 11.8158°Ö (9 ha)
- Funnebotjärnet, sjö i Melleruds kommun och Dalsland, 58°47′57″N 12°18′34″Ö / 58.7993°N 12.3094°Ö (21 ha)
- Fågellekstjärnet, sjö i Melleruds kommun och Dalsland, 58°42′34″N 12°14′15″Ö / 58.7095°N 12.2375°Ö
- Gladkastjärnet, sjö i Åmåls kommun och Dalsland, 59°03′41″N 12°28′57″Ö / 59.0615°N 12.4825°Ö
- Glumserudstjärnet, sjö i Bengtsfors kommun och Dalsland, 58°54′32″N 12°19′30″Ö / 58.909°N 12.3249°Ö
- Grandalstjärnet, sjö i Dals-Eds kommun och Dalsland, 59°05′45″N 11°54′28″Ö / 59.0959°N 11.9078°Ö
- Grästjärnet, Dalsland, sjö i Färgelanda kommun och Dalsland, 58°40′47″N 12°10′57″Ö / 58.6797°N 12.1825°Ö (8 ha)
- Gäddetjärnet (Dalskogs socken, Dalsland), sjö i Melleruds kommun och Dalsland, 58°48′51″N 12°15′13″Ö / 58.8142°N 12.2535°Ö
- Gäddetjärnet (Laxarby socken, Dalsland), sjö i Bengtsfors kommun och Dalsland, 58°59′51″N 12°19′41″Ö / 58.9976°N 12.328°Ö
- Gårtjärnet, Dalsland, sjö i Bengtsfors kommun och Dalsland, 59°05′51″N 12°13′56″Ö / 59.0974°N 12.2323°Ö
- Hagetjärnet (Ärtemarks socken, Dalsland), sjö i Bengtsfors kommun och Dalsland, 59°01′53″N 12°07′48″Ö / 59.0314°N 12.1299°Ö (17 ha)
- Hansebotjärnet, sjö i Bengtsfors kommun och Dalsland, 58°59′25″N 12°20′48″Ö / 58.9903°N 12.3467°Ö (13 ha)
- Havdetjärnet, sjö i Melleruds kommun och Dalsland, 58°46′08″N 12°27′34″Ö / 58.7688°N 12.4595°Ö (15 ha)
- Heluretjärnet, sjö i Bengtsfors kommun och Dalsland, 58°55′00″N 12°20′43″Ö / 58.9166°N 12.3452°Ö
- Heråtjärnet, sjö i Dals-Eds kommun och Dalsland, 58°59′23″N 11°46′24″Ö / 58.9896°N 11.7732°Ö
- Hjulsrudstjärnet, sjö i Bengtsfors kommun och Dalsland, 58°46′50″N 12°13′53″Ö / 58.7806°N 12.2314°Ö (13 ha)
- Holmetjärnet (Laxarby socken, Dalsland, 655452-130280), sjö i Bengtsfors kommun och Dalsland, 59°03′59″N 12°22′00″Ö / 59.0664°N 12.3666°Ö
- Holmetjärnet (Laxarby socken, Dalsland, 655819-129921), sjö i Bengtsfors kommun och Dalsland, 59°05′51″N 12°18′03″Ö / 59.0976°N 12.3007°Ö
- Holmetjärnet (Ärtemarks socken, Dalsland), sjö i Bengtsfors kommun och Dalsland, 59°05′52″N 12°14′23″Ö / 59.0979°N 12.2398°Ö
- Hultstjärnet (Edsleskogs socken, Dalsland), sjö i Åmåls kommun och Dalsland, 59°04′20″N 12°32′58″Ö / 59.0722°N 12.5494°Ö
- Hultstjärnet (Rölanda socken, Dalsland), sjö i Dals-Eds kommun och Dalsland, 58°49′57″N 11°50′39″Ö / 58.8324°N 11.8442°Ö (7 ha)
- Hultstjärnet (Tösse socken, Dalsland), sjö i Åmåls kommun och Dalsland, 59°02′16″N 12°34′40″Ö / 59.0379°N 12.5779°Ö
- Humletorpstjärnet, sjö i Åmåls kommun och Dalsland, 58°59′55″N 12°30′12″Ö / 58.9985°N 12.5034°Ö
- Husetjärnet (Dals-Eds socken, Dalsland), sjö i Dals-Eds kommun och Dalsland, 58°53′24″N 11°50′48″Ö / 58.8901°N 11.8466°Ö (9 ha)
- Husetjärnet (Laxarby socken, Dalsland), sjö i Bengtsfors kommun och Dalsland, 59°06′09″N 12°17′46″Ö / 59.1025°N 12.2962°Ö
- Huvudgingstjärnet, sjö i Bengtsfors kommun och Dalsland, 59°00′55″N 12°12′12″Ö / 59.0154°N 12.2034°Ö
- Hälletjärnet, Dalsland, sjö i Bengtsfors kommun och Dalsland, 58°47′48″N 12°03′28″Ö / 58.7967°N 12.0578°Ö
- Håletjärnet, Dalsland, sjö i Bengtsfors kommun och Dalsland, 58°51′04″N 12°12′26″Ö / 58.8512°N 12.2071°Ö
- Håltjärnet, Dalsland, sjö i Bengtsfors kommun och Dalsland, 59°04′43″N 12°07′24″Ö / 59.0785°N 12.1234°Ö (35 ha)
- Högetjärnet (Tisselskogs socken, Dalsland), sjö i Bengtsfors kommun och Dalsland, 58°53′39″N 12°25′34″Ö / 58.8943°N 12.426°Ö
- Hökelidstjärnet, sjö i Åmåls kommun och Dalsland, 59°10′34″N 12°37′48″Ö / 59.176°N 12.6301°Ö (2 ha)
- Igelstjärnet, sjö i Bengtsfors kommun och Dalsland, 59°01′12″N 12°20′30″Ö / 59.0199°N 12.3418°Ö (7 ha)
- Ilingetjärnet, sjö i Färgelanda kommun och Dalsland, 58°42′03″N 12°08′25″Ö / 58.7007°N 12.1403°Ö
- Jägerudstjärnet, sjö i Bengtsfors kommun och Dalsland, 59°04′28″N 12°14′31″Ö / 59.0744°N 12.242°Ö
- Känsbytjärnet (Ärtemarks socken, Dalsland), sjö i Bengtsfors kommun och Dalsland, 59°03′46″N 12°10′10″Ö / 59.0627°N 12.1694°Ö (21 ha)
- Kasetjärnet (Laxarby socken, Dalsland), sjö i Bengtsfors kommun och Dalsland, 59°09′04″N 12°15′57″Ö / 59.151°N 12.2659°Ö
- Kasetjärnet (Nössemarks socken, Dalsland), sjö i Dals-Eds kommun och Dalsland, 59°04′38″N 11°49′13″Ö / 59.0771°N 11.8204°Ö
- Kuvetjärnet (Edsleskogs socken, Dalsland), sjö i Åmåls kommun och Dalsland, 59°06′12″N 12°27′52″Ö / 59.1033°N 12.4645°Ö
- Killingtjärnet, sjö i Bengtsfors kommun och Dalsland, 59°02′57″N 12°24′50″Ö / 59.0492°N 12.414°Ö (22 ha)
- Kittelshögstjärnet, sjö i Bengtsfors kommun och Dalsland, 59°06′28″N 12°24′37″Ö / 59.1079°N 12.4104°Ö (28 ha)
- Klingerudstjärnet, sjö i Bengtsfors kommun och Dalsland, 59°05′17″N 12°22′35″Ö / 59.0881°N 12.3764°Ö
- Klovetjärnet, sjö i Bengtsfors kommun och Dalsland, 58°45′14″N 12°11′11″Ö / 58.754°N 12.1864°Ö
- Koppungstjärnet, sjö i Åmåls kommun och Dalsland, 59°01′55″N 12°25′55″Ö / 59.032°N 12.432°Ö
- Korpetjärnet, Dalsland, sjö i Bengtsfors kommun och Dalsland, 58°47′22″N 12°13′30″Ö / 58.7894°N 12.2251°Ö
- Korstjärnet, sjö i Bengtsfors kommun och Dalsland, 59°06′31″N 12°07′17″Ö / 59.1085°N 12.1213°Ö
- Stora Abborrtjärnet (Töftedals socken, Dalsland), sjö i Dals-Eds kommun och Dalsland, 59°00′20″N 11°44′59″Ö / 59.0055°N 11.7497°Ö (8 ha)
- Kotjärnet (Edsleskogs socken, Dalsland), sjö i Åmåls kommun och Dalsland, 59°02′25″N 12°32′13″Ö / 59.0402°N 12.5369°Ö
- Kotjärnet (Laxarby socken, Dalsland), sjö i Bengtsfors kommun och Dalsland, 59°06′32″N 12°16′54″Ö / 59.1089°N 12.2816°Ö (9 ha)
- Kotjärnet (Örs socken, Dalsland), sjö i Melleruds kommun och Dalsland, 58°41′39″N 12°13′43″Ö / 58.6941°N 12.2285°Ö (5 ha)
- Kuvetjärnet (Edsleskogs socken, Dalsland, vid Koppungsåsen), sjö i Åmåls kommun och Dalsland, 59°04′02″N 12°30′02″Ö / 59.0672°N 12.5005°Ö
- Kristinedalstjärnet, sjö i Åmåls kommun och Dalsland, 58°58′30″N 12°29′45″Ö / 58.975°N 12.4957°Ö (25 ha)
- Krokstjärnet (Edsleskogs socken, Dalsland), sjö i Åmåls kommun och Dalsland, 59°06′14″N 12°29′01″Ö / 59.104°N 12.4836°Ö (17 ha)
- Krokstjärnet (Mo socken, Dalsland), sjö i Åmåls kommun och Dalsland, 59°08′21″N 12°38′36″Ö / 59.1392°N 12.6432°Ö (17 ha)
- Kroktjärnet (Dalskogs socken, Dalsland), sjö i Melleruds kommun och Dalsland, 58°48′24″N 12°16′34″Ö / 58.8068°N 12.2761°Ö (14 ha)
- Kroktjärnet (Nössemarks socken, Dalsland), sjö i Dals-Eds kommun och Dalsland, 59°05′36″N 11°49′08″Ö / 59.0932°N 11.819°Ö (10 ha)
- Kroktjärnet (Ånimskogs socken, Dalsland), sjö i Åmåls kommun och Dalsland, 58°54′04″N 12°28′23″Ö / 58.901°N 12.4731°Ö
- Kroktjärnet (Örs socken, Dalsland), sjö i Melleruds kommun och Dalsland, 58°41′55″N 12°15′51″Ö / 58.6987°N 12.2641°Ö
- Kronetjärnet, Dalsland, sjö i Bengtsfors kommun och Dalsland, 59°00′48″N 12°22′30″Ö / 59.0134°N 12.375°Ö (24 ha)
- Kroppetjärnet (Ödskölts socken, Dalsland), sjö i Bengtsfors kommun och Dalsland, 58°51′15″N 12°12′13″Ö / 58.8542°N 12.2037°Ö
- Kråkeguldstjärnet, sjö i Bengtsfors kommun och Dalsland, 59°10′03″N 12°22′37″Ö / 59.1676°N 12.377°Ö
- Kråketjärnet, sjö i Färgelanda kommun och Dalsland, 58°40′44″N 12°12′06″Ö / 58.6789°N 12.2016°Ö
- Kulletjärnet, sjö i Bengtsfors kommun och Dalsland, 58°51′42″N 12°13′26″Ö / 58.8618°N 12.224°Ö
- Kulltjärnet, Dalsland, sjö i Bengtsfors kommun och Dalsland, 58°57′51″N 12°22′53″Ö / 58.9642°N 12.3814°Ö (10 ha)
- Kurretjärnet, sjö i Dals-Eds kommun och Dalsland, 58°57′41″N 11°49′04″Ö / 58.9615°N 11.8177°Ö
- Kusetjärnet, sjö i Åmåls kommun och Dalsland, 59°02′07″N 12°26′00″Ö / 59.0352°N 12.4333°Ö
- Kuvetjärnet (Bäcke socken, Dalsland, 652388-129287), sjö i Bengtsfors kommun och Dalsland, 58°47′14″N 12°13′21″Ö / 58.7872°N 12.2224°Ö
- Kuvetjärnet (Bäcke socken, Dalsland, 652767-129156), sjö i Bengtsfors kommun och Dalsland, 58°49′13″N 12°11′32″Ö / 58.8203°N 12.1923°Ö (6 ha)
- Kuvetjärnet (Laxarby socken, Dalsland), sjö i Bengtsfors kommun och Dalsland, 59°07′05″N 12°17′53″Ö / 59.1181°N 12.2981°Ö
- Kuvetjärnet (Steneby socken, Dalsland), sjö i Bengtsfors kommun och Dalsland, 58°58′15″N 12°20′04″Ö / 58.9708°N 12.3345°Ö
- Kuvetjärnet (Tisselskogs socken, Dalsland), sjö i Bengtsfors kommun och Dalsland, 58°58′09″N 12°23′12″Ö / 58.9691°N 12.3867°Ö
- Kuvetjärnet (Torrskogs socken, Dalsland), sjö i Bengtsfors kommun och Dalsland, 59°05′42″N 11°59′57″Ö / 59.0951°N 11.9992°Ö
- Kuvetjärnet (Vårviks socken, Dalsland), sjö i Bengtsfors kommun och Dalsland, 59°10′11″N 12°10′40″Ö / 59.1696°N 12.1777°Ö
- Kvarnekastjärnet, sjö i Dals-Eds kommun och Dalsland, 58°59′24″N 11°51′55″Ö / 58.9899°N 11.8653°Ö (16 ha)
- Kvarnetjärnet (Bäcke socken, Dalsland, 652426-129271), sjö i Bengtsfors kommun och Dalsland, 58°47′26″N 12°13′09″Ö / 58.7905°N 12.2193°Ö
- Kvarnetjärnet (Bäcke socken, Dalsland, 652902-129103), sjö i Bengtsfors kommun och Dalsland, 58°49′50″N 12°11′09″Ö / 58.8306°N 12.1858°Ö (7 ha)
- Kvarnetjärnet (Skålleruds socken, Dalsland), sjö i Melleruds kommun och Dalsland, 58°48′56″N 12°23′30″Ö / 58.8155°N 12.3916°Ö
- Kvarnetjärnet (Töftedals socken, Dalsland), sjö i Dals-Eds kommun och Dalsland, 58°59′28″N 11°43′24″Ö / 58.9911°N 11.7234°Ö
- Kvarnkasetjärnet, sjö i Melleruds kommun och Dalsland, 58°49′57″N 12°27′00″Ö / 58.8325°N 12.4499°Ö (8 ha)
- Känsbytjärnet (Torrskogs socken, Dalsland), sjö i Bengtsfors kommun, 59°10′37″N 12°07′51″Ö / 59.177°N 12.1309°Ö (18,6 ha)
- Känsbytjärnet (Ärtemarks socken, Dalsland), sjö i Bengtsfors kommun, 59°03′46″N 12°10′10″Ö / 59.0627°N 12.1694°Ö (21 ha)
- Käringetjärnet (Steneby socken, Dalsland), sjö i Bengtsfors kommun och Dalsland, 58°54′51″N 12°16′56″Ö / 58.9141°N 12.2822°Ö
- Käringetjärnet (Ärtemarks socken, Dalsland), sjö i Bengtsfors kommun och Dalsland, 59°02′41″N 12°07′10″Ö / 59.0447°N 12.1194°Ö
- Lidtjärnet (Dals-Eds socken, Dalsland), sjö i Bengtsfors kommun och Dalsland, 58°50′08″N 12°05′01″Ö / 58.8356°N 12.0836°Ö (8 ha)
- Lidtjärnet (Laxarby socken, Dalsland), sjö i Bengtsfors kommun och Dalsland, 59°04′36″N 12°22′47″Ö / 59.0767°N 12.3797°Ö
- Lidtjärnet (Nössemarks socken, Dalsland), sjö i Dals-Eds kommun och Dalsland, 59°04′02″N 11°54′00″Ö / 59.0672°N 11.9°Ö
- Lidtjärnet (Ärtemarks socken, Dalsland), sjö i Bengtsfors kommun och Dalsland, 59°06′09″N 12°04′21″Ö / 59.1024°N 12.0725°Ö
- Lilla Abborrtjärnet, sjö i Dals-Eds kommun och Dalsland, 59°00′22″N 11°45′11″Ö / 59.0062°N 11.753°Ö
- Lilla Grästjärnet, sjö i Bengtsfors kommun och Dalsland, 59°08′55″N 12°24′31″Ö / 59.1486°N 12.4085°Ö
- Lilla Gäddetjärnet (Dals-Eds socken, Dalsland), sjö i Dals-Eds kommun och Dalsland, 59°00′05″N 11°47′56″Ö / 59.0015°N 11.7988°Ö
- Lilla Gäddetjärnet (Töftedals socken, Dalsland), sjö i Dals-Eds kommun och Dalsland, 58°49′04″N 11°46′36″Ö / 58.8179°N 11.7767°Ö
- Lilla Hagtjärnet, sjö i Åmåls kommun och Dalsland, 58°59′05″N 12°31′17″Ö / 58.9847°N 12.5214°Ö
- Lilla Hålebackstjärnet, sjö i Färgelanda kommun och Dalsland, 58°45′55″N 11°54′22″Ö / 58.7653°N 11.906°Ö
- Lilla Småtjärnet, sjö i Dals-Eds kommun och Dalsland, 58°59′22″N 11°51′24″Ö / 58.9895°N 11.8568°Ö (0 ha)
- Lilla Sågtjärnet, sjö i Dals-Eds kommun och Dalsland, 58°54′50″N 11°53′57″Ö / 58.9139°N 11.8993°Ö
- Lilla Vrångstjärnet, sjö i Dals-Eds kommun och Dalsland, 58°58′03″N 11°51′02″Ö / 58.9676°N 11.8506°Ö (2 ha)
- Lilletjärnet (Laxarby socken, Dalsland), sjö i Bengtsfors kommun och Dalsland, 59°08′00″N 12°18′30″Ö / 59.1333°N 12.3084°Ö
- Lilletjärnet (Mo socken, Dalsland), sjö i Åmåls kommun och Dalsland, 59°08′01″N 12°38′21″Ö / 59.1335°N 12.6392°Ö
- Lindalstjärnet, sjö i Färgelanda kommun och Dalsland, 58°44′18″N 12°11′51″Ö / 58.7382°N 12.1974°Ö
- Lingstjärnet, sjö i Bengtsfors kommun och Dalsland, 59°06′06″N 12°18′33″Ö / 59.1016°N 12.3091°Ö (12 ha)
- Lintjärnet, Dalsland, sjö i Färgelanda kommun och Dalsland, 58°45′55″N 12°09′22″Ö / 58.7654°N 12.1561°Ö
- Liverudstjärnet, sjö i Bengtsfors kommun och Dalsland, 58°56′33″N 12°20′01″Ö / 58.9426°N 12.3337°Ö (11 ha)
- Logtjärnet, sjö i Dals-Eds kommun och Dalsland, 58°57′20″N 12°01′02″Ö / 58.9556°N 12.0171°Ö
- Lysetjärnet (Dals-Eds socken, Dalsland), sjö i Dals-Eds kommun och Dalsland, 58°59′50″N 11°47′13″Ö / 58.9973°N 11.7869°Ö
- Lysetjärnet (Laxarby socken, Dalsland), sjö i Bengtsfors kommun och Dalsland, 59°09′15″N 12°18′11″Ö / 59.1542°N 12.303°Ö
- Lysetjärnet (Ärtemarks socken, Dalsland), sjö i Bengtsfors kommun och Dalsland, 59°05′09″N 12°14′03″Ö / 59.0858°N 12.2342°Ö (19 ha)
- Länsmanstjärnet, sjö i Åmåls kommun och Dalsland, 59°02′43″N 12°34′34″Ö / 59.0454°N 12.5761°Ö
- Långelidtjärnet, sjö i Dals-Eds kommun och Dalsland, 58°58′07″N 12°00′31″Ö / 58.9687°N 12.0085°Ö (12 ha)
- Långetjärnet (Laxarby socken, Dalsland, 656251-130004), sjö i Bengtsfors kommun och Dalsland, 59°08′12″N 12°18′40″Ö / 59.1367°N 12.3112°Ö
- Långetjärnet (Laxarby socken, Dalsland, 656671-130407), sjö i Bengtsfors kommun och Dalsland, 59°10′28″N 12°22′25″Ö / 59.1744°N 12.3737°Ö (7 ha)
- Långetjärnet (Tisselskogs socken, Dalsland), sjö i Bengtsfors kommun och Dalsland, 58°53′41″N 12°24′28″Ö / 58.8948°N 12.4079°Ö (10 ha)
- Långtjärnet (Laxarby socken, Dalsland, 655886-130341), sjö i Bengtsfors kommun och Dalsland, 59°06′25″N 12°22′35″Ö / 59.107°N 12.3765°Ö (7 ha)
- Långtjärnet (Laxarby socken, Dalsland, 656360-130624), sjö i Bengtsfors kommun och Dalsland, 59°08′58″N 12°25′06″Ö / 59.1494°N 12.4184°Ö
- Långtjärnet (Mo socken, Dalsland), sjö i Åmåls kommun och Dalsland, 59°09′06″N 12°41′57″Ö / 59.1516°N 12.6992°Ö
- Långtjärnet (Ärtemarks socken, Dalsland), sjö i Bengtsfors kommun och Dalsland, 59°03′14″N 12°02′08″Ö / 59.054°N 12.0355°Ö
- Lökhultstjärnet, sjö i Dals-Eds kommun och Dalsland, 58°54′27″N 11°41′52″Ö / 58.9075°N 11.6977°Ö
- Mannetjärnet, sjö i Dals-Eds kommun och Dalsland, 58°56′50″N 11°48′54″Ö / 58.9472°N 11.815°Ö
- Marketjärnet, sjö i Färgelanda kommun och Dalsland, 58°42′13″N 12°10′39″Ö / 58.7037°N 12.1776°Ö
- Mastedalstjärnet, sjö i Bengtsfors kommun och Dalsland, 58°54′59″N 12°16′51″Ö / 58.9163°N 12.2809°Ö
- Mellbytjärnet, sjö i Åmåls kommun och Dalsland, 58°56′20″N 12°27′13″Ö / 58.939°N 12.4537°Ö (8 ha)
- Mickelsmässtjärnet, sjö i Dals-Eds kommun och Dalsland, 58°59′04″N 11°50′52″Ö / 58.9845°N 11.8478°Ö (2 ha)
- Motjärnet, sjö i Dals-Eds kommun och Dalsland, 58°58′09″N 12°04′40″Ö / 58.9692°N 12.0779°Ö
- Myretjärnet, sjö i Dals-Eds kommun och Dalsland, 58°57′58″N 12°02′52″Ö / 58.9662°N 12.0477°Ö
- Mörtetjärnet (Dals-Eds socken, Dalsland), sjö i Dals-Eds kommun och Dalsland, 58°57′34″N 11°49′53″Ö / 58.9594°N 11.8314°Ö
- Mörtetjärnet (Edsleskogs socken, Dalsland), sjö i Åmåls kommun och Dalsland, 59°03′24″N 12°32′13″Ö / 59.0568°N 12.537°Ö
- Mörttjärnet, Dalsland, sjö i Bengtsfors kommun och Dalsland, 59°09′47″N 12°24′31″Ö / 59.163°N 12.4086°Ö
- Nedre Abborretjärnet, sjö i Dals-Eds kommun och Dalsland, 59°04′40″N 11°59′03″Ö / 59.0779°N 11.9842°Ö
- Nedre Strussåstjärnet, sjö i Melleruds kommun och Dalsland, 58°42′56″N 12°19′19″Ö / 58.7156°N 12.322°Ö (10 ha)
- Norra Dammetjärnet, sjö i Färgelanda kommun och Dalsland, 58°44′57″N 12°10′08″Ö / 58.7492°N 12.1689°Ö (6 ha)
- Dammtjärnen (Dalskogs socken, Dalsland, öster om Kabbosjön), sjö i Melleruds kommun och Dalsland, 58°43′30″N 12°19′08″Ö / 58.7251°N 12.3188°Ö
- Norra Järpestolstjärnet, sjö i Bengtsfors kommun och Dalsland, 58°57′16″N 12°24′24″Ö / 58.9545°N 12.4068°Ö
- Norra Lidtjärnet, sjö i Bengtsfors kommun och Dalsland, 58°56′09″N 12°23′37″Ö / 58.9358°N 12.3935°Ö
- Norra Rinnanetjärnet, sjö i Dals-Eds kommun och Dalsland, 58°54′35″N 11°43′04″Ö / 58.9097°N 11.7177°Ö (10 ha)
- Norra Varsrudstjärnet, sjö i Åmåls kommun och Dalsland, 59°05′55″N 12°33′14″Ö / 59.0986°N 12.554°Ö
- Nyckelmossetjärnet, sjö i Färgelanda kommun och Dalsland, 58°45′58″N 11°55′55″Ö / 58.7661°N 11.932°Ö
- Nyckeltjärnet, sjö i Dals-Eds kommun och Dalsland, 59°00′38″N 12°05′33″Ö / 59.0105°N 12.0925°Ö
- Nästatjärnet, sjö i Melleruds kommun och Dalsland, 58°50′13″N 12°19′08″Ö / 58.8369°N 12.319°Ö
- Olasbytjärnet, sjö i Dals-Eds kommun och Dalsland, 59°00′18″N 11°58′40″Ö / 59.0051°N 11.9778°Ö
- Oxetjärnet, Dalsland, sjö i Dals-Eds kommun och Dalsland, 58°58′22″N 11°51′18″Ö / 58.9728°N 11.8549°Ö (1 ha)
- Porsetjärnet, sjö i Bengtsfors kommun och Dalsland, 59°00′22″N 12°20′47″Ö / 59.0062°N 12.3464°Ö
- Ransbergstjärnet, sjö i Melleruds kommun och Dalsland, 58°48′20″N 12°30′59″Ö / 58.8055°N 12.5164°Ö (19 ha)
- Rimstjärnet, sjö i Dals-Eds kommun och Dalsland, 58°59′02″N 11°43′35″Ö / 58.984°N 11.7265°Ö
- Rottjärnet, sjö i Dals-Eds kommun och Dalsland, 58°55′48″N 11°56′44″Ö / 58.9301°N 11.9455°Ö
- Rovkasetjärnet, sjö i Melleruds kommun och Dalsland, 58°50′01″N 12°17′34″Ö / 58.8335°N 12.2928°Ö
- Rudetjärnet, sjö i Bengtsfors kommun och Dalsland, 58°59′42″N 12°20′18″Ö / 58.995°N 12.3382°Ö
- Ryssetjärnet, sjö i Åmåls kommun och Dalsland, 58°59′14″N 12°27′05″Ö / 58.9873°N 12.4514°Ö
- Rådanetjärnet, sjö i Åmåls kommun och Dalsland, 59°02′56″N 12°30′44″Ö / 59.049°N 12.5122°Ö (22 ha)
- Rönningetjärnet, sjö i Bengtsfors kommun och Dalsland, 59°10′49″N 12°07′13″Ö / 59.1802°N 12.1202°Ö
- Rönningstjärnet, Dalsland, sjö i Bengtsfors kommun och Dalsland, 59°12′17″N 11°52′59″Ö / 59.2048°N 11.8831°Ö
- Rönningtjärnet, sjö i Bengtsfors kommun och Dalsland, 59°04′13″N 12°06′06″Ö / 59.0703°N 12.1018°Ö (7 ha)
- Sandetjärnet, sjö i Bengtsfors kommun och Dalsland, 59°00′36″N 12°20′34″Ö / 59.0099°N 12.3428°Ö
- Sandtjärnet, Dalsland, sjö i Melleruds kommun och Dalsland, 58°48′59″N 12°16′46″Ö / 58.8164°N 12.2795°Ö
- Savetjärnet, sjö i Bengtsfors kommun och Dalsland, 58°47′42″N 12°12′50″Ö / 58.7951°N 12.214°Ö (10 ha)
- Sinsterudstjärnet, sjö i Bengtsfors kommun och Dalsland, 59°02′17″N 12°06′22″Ö / 59.0381°N 12.1061°Ö (8 ha)
- Sjölidtjärnet, sjö i Bengtsfors kommun och Dalsland, 58°48′56″N 12°05′45″Ö / 58.8156°N 12.0959°Ö (5 ha)
- Sjömyretjärnet, sjö i Bengtsfors kommun och Dalsland, 58°48′24″N 12°05′15″Ö / 58.8067°N 12.0874°Ö
- Skarpetjärnet, Dalsland, sjö i Bengtsfors kommun och Dalsland, 58°52′09″N 12°15′14″Ö / 58.8691°N 12.2538°Ö
- Skaterudstjärnet, sjö i Bengtsfors kommun och Dalsland, 58°57′42″N 12°21′01″Ö / 58.9616°N 12.3502°Ö
- Skedtjärnet, sjö i Melleruds kommun och Dalsland, 58°42′19″N 12°18′51″Ö / 58.7053°N 12.3142°Ö (10 ha)
- Skiljetjärnet, sjö i Bengtsfors kommun och Dalsland, 59°04′00″N 12°06′24″Ö / 59.0667°N 12.1067°Ö (7 ha)
- Smaltjärnet, Dalsland, sjö i Dals-Eds kommun och Dalsland, 58°59′23″N 11°50′58″Ö / 58.9898°N 11.8495°Ö (3 ha)
- Smedserudstjärnet (Fröskogs socken, Dalsland), sjö i Åmåls kommun och Dalsland, 58°57′42″N 12°25′50″Ö / 58.9618°N 12.4306°Ö
- Smedtjärnet, sjö i Melleruds kommun och Dalsland, 58°42′02″N 12°16′22″Ö / 58.7006°N 12.2729°Ö
- Snarmyrtjärnet, sjö i Melleruds kommun och Dalsland, 58°50′06″N 12°18′05″Ö / 58.8351°N 12.3013°Ö
- Socketjärnet, sjö i Bengtsfors kommun och Dalsland, 59°01′43″N 12°23′54″Ö / 59.0286°N 12.3984°Ö
- Starkarnstjärnet, sjö i Dals-Eds kommun och Dalsland, 58°54′42″N 11°40′31″Ö / 58.9118°N 11.6753°Ö (15 ha)
- Stelketjärnet, sjö i Dals-Eds kommun och Dalsland, 59°06′59″N 11°52′11″Ö / 59.1165°N 11.8698°Ö
- Stenstjärnet (Dals-Eds socken, Dalsland), sjö i Dals-Eds kommun och Dalsland, 59°02′07″N 11°44′32″Ö / 59.0354°N 11.7422°Ö
- Stenstjärnet (Åmåls socken, Dalsland), sjö i Åmåls kommun och Dalsland, 59°04′16″N 12°34′33″Ö / 59.071°N 12.5758°Ö (9 ha)
- Stentjärnet, Dalsland, sjö i Melleruds kommun och Dalsland, 58°50′21″N 12°21′42″Ö / 58.8392°N 12.3616°Ö
- Stommetjärnet (Bäcke socken, Dalsland), sjö i Bengtsfors kommun och Dalsland, 58°48′08″N 12°14′27″Ö / 58.8023°N 12.2407°Ö
- Stommetjärnet (Laxarby socken, Dalsland), sjö i Bengtsfors kommun och Dalsland, 59°02′25″N 12°23′00″Ö / 59.0402°N 12.3833°Ö
- Stomstjärnet, sjö i Bengtsfors kommun och Dalsland, 58°54′29″N 12°06′23″Ö / 58.908°N 12.1065°Ö (5 ha)
- Stora Abborretjärnet (Nössemarks socken, Dalsland), sjö i Dals-Eds kommun och Dalsland, 59°04′39″N 11°58′44″Ö / 59.0776°N 11.9788°Ö
- Stora Abborrtjärnet (Töftedals socken, Dalsland), sjö i Dals-Eds kommun och Dalsland, 59°00′20″N 11°44′59″Ö / 59.0055°N 11.7497°Ö (8 ha)
- Stora Abborrtjärnet (Åmåls socken, Dalsland), sjö i Åmåls kommun och Dalsland, 59°03′21″N 12°34′14″Ö / 59.0557°N 12.5705°Ö
- Stora Daltjärnet, sjö i Bengtsfors kommun och Dalsland, 59°09′29″N 12°24′03″Ö / 59.158°N 12.4009°Ö
- Stora Farbrortjärnet, sjö i Färgelanda kommun och Dalsland, 58°39′45″N 12°11′37″Ö / 58.6626°N 12.1935°Ö
- Stora Grästjärnet, sjö i Bengtsfors kommun och Dalsland, 59°08′52″N 12°25′28″Ö / 59.1478°N 12.4245°Ö (15 ha)
- Stora Gäddetjärnet (Dals-Eds socken, Dalsland), sjö i Dals-Eds kommun och Dalsland, 59°00′05″N 11°47′33″Ö / 59.0013°N 11.7924°Ö
- Stora Gäddetjärnet (Dalskogs socken, Dalsland), sjö i Melleruds kommun och Dalsland, 58°49′55″N 12°18′47″Ö / 58.832°N 12.3131°Ö
- Stora Gäddetjärnet (Töftedals socken, Dalsland), sjö i Dals-Eds kommun och Dalsland, 58°48′57″N 11°46′38″Ö / 58.8159°N 11.7773°Ö
- Stora Husemadtjärnet, sjö i Färgelanda kommun och Dalsland, 58°39′15″N 12°09′21″Ö / 58.6542°N 12.1557°Ö
- Stora Kuvetjärnet, sjö i Dals-Eds kommun och Dalsland, 59°05′11″N 11°50′12″Ö / 59.0865°N 11.8367°Ö
- Stora Skåketjärnet, sjö i Färgelanda kommun och Dalsland, 58°39′27″N 12°09′01″Ö / 58.6574°N 12.1502°Ö
- Stora Småtjärnet, sjö i Dals-Eds kommun och Dalsland, 58°59′23″N 11°51′12″Ö / 58.9896°N 11.8533°Ö (1 ha)
- Stora Stentjärnet, sjö i Bengtsfors kommun och Dalsland, 58°46′40″N 12°15′42″Ö / 58.7777°N 12.2616°Ö (15 ha)
- Stora Strängetjärnet, sjö i Dals-Eds kommun och Dalsland, 58°56′26″N 11°49′05″Ö / 58.9405°N 11.8181°Ö
- Stora Torstjärnet, sjö i Dals-Eds kommun och Dalsland, 58°54′43″N 11°52′09″Ö / 58.9119°N 11.8693°Ö (36 ha)
- Stora Vrångstjärnet, sjö i Dals-Eds kommun och Dalsland, 58°58′08″N 11°50′33″Ö / 58.969°N 11.8426°Ö (10 ha)
- Stora Åstjärnet, sjö i Dals-Eds kommun och Dalsland, 58°48′12″N 11°54′37″Ö / 58.8033°N 11.9102°Ö
- Storetjärnet, sjö i Bengtsfors kommun och Dalsland, 59°07′04″N 12°13′59″Ö / 59.1178°N 12.233°Ö (16 ha)
- Svartetjärnet (Bäcke socken, Dalsland, 652453-129331), sjö i Bengtsfors kommun och Dalsland, 58°47′36″N 12°13′46″Ö / 58.7933°N 12.2294°Ö
- Svartetjärnet (Bäcke socken, Dalsland, 652679-129113), sjö i Bengtsfors kommun och Dalsland, 58°48′45″N 12°11′23″Ö / 58.8125°N 12.1896°Ö
- Svartetjärnet (Dals-Eds socken, Dalsland), sjö i Dals-Eds kommun och Dalsland, 58°57′49″N 11°50′05″Ö / 58.9635°N 11.8347°Ö
- Svartetjärnet (Håbols socken, Dalsland), sjö i Dals-Eds kommun och Dalsland, 58°56′59″N 11°58′03″Ö / 58.9497°N 11.9674°Ö
- Svartetjärnet, Dalsland, sjö i Dals-Eds kommun och Dalsland, 58°58′31″N 11°51′07″Ö / 58.9753°N 11.852°Ö (2 ha)
- Svarttjärnet (Laxarby socken, Dalsland), sjö i Bengtsfors kommun och Dalsland, 59°07′40″N 12°16′29″Ö / 59.1278°N 12.2746°Ö (14 ha)
- Svarttjärnet (Dalskogs socken, Dalsland), sjö i Melleruds kommun och Dalsland, 58°50′15″N 12°17′30″Ö / 58.8374°N 12.2916°Ö
- Svarttjärnet (Örs socken, Dalsland), sjö i Melleruds kommun och Dalsland, 58°41′34″N 12°16′26″Ö / 58.6927°N 12.2739°Ö
- Sälldalstjärnet, sjö i Melleruds kommun och Dalsland, 58°50′46″N 12°27′08″Ö / 58.8461°N 12.4521°Ö (12 ha)
- Sågetjärnet, Dalsland, sjö i Åmåls kommun och Dalsland, 59°05′57″N 12°29′47″Ö / 59.0991°N 12.4963°Ö (19 ha)
- Södra Dammetjärnet, sjö i Färgelanda kommun och Dalsland, 58°44′46″N 12°09′59″Ö / 58.7462°N 12.1664°Ö (7 ha)
- Långtjärnen (Dalskogs socken, Dalsland), sjö i Melleruds kommun och Dalsland, 58°43′27″N 12°19′11″Ö / 58.7243°N 12.3196°Ö
- Södra Järpestolstjärnet, sjö i Bengtsfors kommun och Dalsland, 58°57′03″N 12°24′05″Ö / 58.9508°N 12.4014°Ö (16 ha)
- Södra Lidtjärnet, sjö i Bengtsfors kommun och Dalsland, 58°55′51″N 12°23′31″Ö / 58.9307°N 12.3919°Ö
- Södra Rinnanetjärnet, sjö i Dals-Eds kommun och Dalsland, 58°54′02″N 11°43′33″Ö / 58.9005°N 11.7258°Ö
- Södra Varsrudstjärnet, sjö i Åmåls kommun och Dalsland, 59°05′03″N 12°32′47″Ö / 59.0841°N 12.5463°Ö (13 ha)
- Tappetjärnet, sjö i Bengtsfors kommun och Dalsland, 58°51′42″N 12°13′48″Ö / 58.8617°N 12.2301°Ö
- Tegstjärnet, Dalsland, sjö i Melleruds kommun och Dalsland, 58°45′42″N 12°20′20″Ö / 58.7616°N 12.339°Ö
- Timmertjärnet, sjö i Dals-Eds kommun och Dalsland, 58°54′47″N 11°54′55″Ö / 58.9131°N 11.9152°Ö
- Tisätertjärnet, sjö i Färgelanda kommun och Dalsland, 58°41′59″N 11°54′44″Ö / 58.6996°N 11.9122°Ö (4 ha)
- Torbjörnerudtjärnet, sjö i Dals-Eds kommun och Dalsland, 59°07′45″N 11°47′00″Ö / 59.1293°N 11.7832°Ö (9 ha)
- Torrtappetjärnet, sjö i Dals-Eds kommun och Dalsland, 58°58′08″N 12°02′43″Ö / 58.9689°N 12.0452°Ö
- Torstjärnet, Dalsland, sjö i Bengtsfors kommun och Dalsland, 58°48′17″N 12°13′27″Ö / 58.8047°N 12.2242°Ö
- Traktetjärnet (Ödskölts socken, Dalsland), sjö i Bengtsfors kommun och Dalsland, 58°51′39″N 12°11′58″Ö / 58.8607°N 12.1995°Ö
- Tranterudtjärnet, sjö i Bengtsfors kommun och Dalsland, 59°09′24″N 12°15′31″Ö / 59.1568°N 12.2585°Ö (14 ha)
- Trintetjärnet, sjö i Bengtsfors kommun och Dalsland, 59°02′51″N 12°24′11″Ö / 59.0475°N 12.403°Ö (12 ha)
- Trolltjärnet, Dalsland, sjö i Dals-Eds kommun och Dalsland, 59°04′11″N 11°59′48″Ö / 59.0696°N 11.9968°Ö
- Tunntjärnet, sjö i Bengtsfors kommun och Dalsland, 59°02′00″N 12°07′05″Ö / 59.0332°N 12.118°Ö
- Tvetetjärnet, sjö i Bengtsfors kommun och Dalsland, 59°03′46″N 12°21′09″Ö / 59.0627°N 12.3524°Ö
- Tvärtjärnet, sjö i Bengtsfors kommun och Dalsland, 59°09′07″N 12°16′48″Ö / 59.152°N 12.28°Ö
- Tvättetjärnet, sjö i Melleruds kommun och Dalsland, 58°48′19″N 12°22′58″Ö / 58.8054°N 12.3828°Ö
- Valsebotjärnet, sjö i Dals-Eds kommun och Dalsland, 59°04′10″N 11°57′03″Ö / 59.0695°N 11.9508°Ö (32 ha)
- Vattnetjärnet, sjö i Bengtsfors kommun och Dalsland, 58°49′34″N 12°11′09″Ö / 58.8261°N 12.1858°Ö
- Vägetjärnet, sjö i Melleruds kommun och Dalsland, 58°43′31″N 12°13′34″Ö / 58.7254°N 12.2262°Ö
- Vägtjärnet, Dalsland, sjö i Melleruds kommun och Dalsland, 58°41′50″N 12°15′07″Ö / 58.6973°N 12.252°Ö
- Vällingstjärnet, sjö i Bengtsfors kommun och Dalsland, 59°09′01″N 12°23′45″Ö / 59.1503°N 12.3959°Ö
- Grästjärnen (Dalskogs socken, Dalsland), sjö i Melleruds kommun och Dalsland, 58°43′26″N 12°18′53″Ö / 58.7238°N 12.3148°Ö
- Vårdalstjärnet, sjö i Bengtsfors kommun och Dalsland, 59°04′58″N 12°02′39″Ö / 59.0828°N 12.0442°Ö
- Ängebytjärnet, sjö i Åmåls kommun och Dalsland, 59°03′30″N 12°29′29″Ö / 59.0584°N 12.4914°Ö (12 ha)
- Åletjärnet, Dalsland, sjö i Dals-Eds kommun och Dalsland, 58°59′10″N 11°46′31″Ö / 58.9862°N 11.7753°Ö
- Åstjärnet, Dalsland, sjö i Dals-Eds kommun och Dalsland, 58°53′31″N 12°03′35″Ö / 58.8919°N 12.0596°Ö (23 ha)
- Ödegårdstjärnet, sjö i Bengtsfors kommun och Dalsland, 59°05′20″N 12°20′48″Ö / 59.0888°N 12.3467°Ö (10 ha)
- Örletjärnet, sjö i Bengtsfors kommun och Dalsland, 58°47′14″N 12°15′44″Ö / 58.7872°N 12.2622°Ö (6 ha)
- Övre Strussåstjärnet, sjö i Melleruds kommun och Dalsland, 58°43′13″N 12°19′06″Ö / 58.7204°N 12.3182°Ö

## Värmland
- Abborrtjärnet (Eda socken, Värmland), sjö i Eda kommun och Värmland, 59°53′38″N 12°24′46″Ö / 59.8939°N 12.4127°Ö (6 ha)
- Abborrtjärnet (Gräsmarks socken, Värmland, 664678-132739), sjö i Sunne kommun och Värmland, 59°54′27″N 12°43′16″Ö / 59.9075°N 12.7211°Ö (21 ha)
- Abborrtjärnet (Gräsmarks socken, Värmland, 666039-132600), sjö i Sunne kommun och Värmland, 60°01′34″N 12°41′10″Ö / 60.0262°N 12.686°Ö (6 ha)
- Abborrtjärnet (Gunnarskogs socken, Värmland, 663200-132534), sjö i Arvika kommun och Värmland, 59°46′17″N 12°41′38″Ö / 59.7713°N 12.6939°Ö (11 ha)
- Abborrtjärnet (Gunnarskogs socken, Värmland, 664917-131197), sjö i Arvika kommun och Värmland, 59°55′08″N 12°26′34″Ö / 59.9188°N 12.4427°Ö
- Abborrtjärnet (Järnskogs socken, Värmland, 662196-129517), sjö i Eda kommun och Värmland, 59°40′01″N 12°10′11″Ö / 59.667°N 12.1696°Ö (3 ha)
- Abborrtjärnet (Järnskogs socken, Värmland, 662745-129199), sjö i Eda kommun och Värmland, 59°42′53″N 12°06′28″Ö / 59.7146°N 12.1079°Ö
- Abborrtjärnet (Köla socken, Värmland), sjö i Eda kommun och Värmland, 59°41′18″N 12°17′05″Ö / 59.6884°N 12.2848°Ö (11 ha)
- Abborrtjärnet (Långseruds socken, Värmland), sjö i Säffle kommun och Värmland, 59°21′12″N 12°36′03″Ö / 59.3532°N 12.6008°Ö (6 ha)
- Abborrtjärnet (Mangskogs socken, Värmland), sjö i Arvika kommun och Värmland, 59°49′30″N 12°45′44″Ö / 59.8249°N 12.7621°Ö (4 ha)
- Abborrtjärnet (Silleruds socken, Värmland, 656770-130481), sjö i Årjängs kommun och Värmland, 59°11′04″N 12°23′32″Ö / 59.1845°N 12.3922°Ö (6 ha)
- Abborrtjärnet (Silleruds socken, Värmland, 658053-130742), sjö i Årjängs kommun och Värmland, 59°18′06″N 12°25′26″Ö / 59.3016°N 12.424°Ö
- Abborrtjärnet (Svanskogs socken, Värmland, 656787-131882), sjö i Säffle kommun och Värmland, 59°11′36″N 12°38′03″Ö / 59.1932°N 12.6343°Ö
- Abborrtjärnet (Svanskogs socken, Värmland, 657607-131186), sjö i Säffle kommun och Värmland, 59°15′49″N 12°30′21″Ö / 59.2637°N 12.5057°Ö
- Abborrtjärnet (Södra Finnskoga socken, Värmland, 672654-133329), sjö i Torsby kommun och Värmland, 60°37′09″N 12°45′19″Ö / 60.6192°N 12.7553°Ö (6 ha)
- Abborrtjärnet (Södra Finnskoga socken, Värmland, 674195-131550), sjö i Torsby kommun och Värmland, 60°45′06″N 12°25′14″Ö / 60.7516°N 12.4206°Ö
- Abborrtjärnet (Västra Ämterviks socken, Värmland), sjö i Sunne kommun och Värmland, 59°39′08″N 13°05′57″Ö / 59.6521°N 13.0992°Ö
- Andtjärnet, sjö i Arvika kommun och Värmland, 60°01′10″N 12°27′35″Ö / 60.0194°N 12.4598°Ö (5 ha)
- Asketjärnet, sjö i Eda kommun och Värmland, 59°48′43″N 12°05′50″Ö / 59.8119°N 12.0973°Ö (41 ha)
- Avundsåstjärnet, sjö i Torsby kommun och Värmland, 60°47′07″N 12°31′41″Ö / 60.7854°N 12.528°Ö (8 ha)
- Axerudstjärnet, sjö i Säffle kommun och Värmland, 59°11′23″N 12°37′45″Ö / 59.1897°N 12.6292°Ö
- Barmtjärnet, sjö i Arvika kommun och Värmland, 59°43′28″N 12°58′39″Ö / 59.7245°N 12.9775°Ö (10 ha)
- Bartjärnet, sjö i Arvika kommun och Värmland, 59°51′40″N 12°45′28″Ö / 59.8612°N 12.7577°Ö (15 ha)
- Bastutjärnet, sjö i Torsby kommun och Värmland, 60°38′06″N 12°31′34″Ö / 60.6349°N 12.526°Ö (21 ha)
- Bengttjärnet, sjö i Årjängs kommun och Värmland, 59°25′23″N 12°25′35″Ö / 59.423°N 12.4263°Ö (2 ha)
- Bergtjärnet (Gräsmarks socken, Värmland), sjö i Sunne kommun och Värmland, 59°54′05″N 12°47′22″Ö / 59.9015°N 12.7894°Ö (2 ha)
- Bergtjärnet (Skillingmarks socken, Värmland), sjö i Eda kommun och Värmland, 59°51′36″N 12°04′06″Ö / 59.86°N 12.0682°Ö
- Bergtjärnet (Älgå socken, Värmland), sjö i Arvika kommun och Värmland, 59°34′49″N 12°19′42″Ö / 59.5803°N 12.3283°Ö (3 ha)
- Bertils-Olatjärnet, sjö i Torsby kommun och Värmland, 60°45′34″N 12°24′15″Ö / 60.7594°N 12.4042°Ö
- Bicktjärnet (Gräsmarks socken, Värmland, 663597-133907), sjö i Sunne kommun och Värmland, 59°48′43″N 12°56′12″Ö / 59.8119°N 12.9368°Ö
- Bicktjärnet (Gräsmarks socken, Värmland, 664450-133088), sjö i Sunne kommun och Värmland, 59°53′06″N 12°47′03″Ö / 59.8851°N 12.7841°Ö (3 ha)
- Billtjärnet, sjö i Eda kommun och Värmland, 59°44′37″N 11°57′45″Ö / 59.7436°N 11.9626°Ö (1 ha)
- Bilterudtjärnet, sjö i Årjängs kommun och Värmland, 59°31′39″N 11°59′11″Ö / 59.5274°N 11.9864°Ö (13 ha)
- Björnetjärnet, sjö i Eda kommun och Värmland, 59°38′20″N 12°04′15″Ö / 59.6388°N 12.0708°Ö (1 ha)
- Björntjärnet (Brunskogs socken, Värmland), sjö i Arvika kommun och Värmland, 59°38′31″N 12°59′41″Ö / 59.6419°N 12.9948°Ö
- Björntjärnet (Köla socken, Värmland), sjö i Eda kommun och Värmland, 59°42′38″N 12°14′23″Ö / 59.7106°N 12.2396°Ö (0 ha)
- Bläcktjärnet (Gunnarskogs socken, Värmland), sjö i Arvika kommun och Värmland, 59°59′43″N 12°37′32″Ö / 59.9954°N 12.6256°Ö
- Bläcktjärnet (Södra Finnskoga socken, Värmland), sjö i Torsby kommun och Värmland, 60°43′31″N 12°30′13″Ö / 60.7254°N 12.5035°Ö (2 ha)
- Blåtjärnet, Värmland, sjö i Eda kommun och Värmland, 59°41′47″N 12°00′53″Ö / 59.6963°N 12.0146°Ö
- Bockstadtjärnet, sjö i Säffle kommun och Värmland, 59°14′17″N 12°30′04″Ö / 59.2381°N 12.5011°Ö
- Bogstjärnet, sjö i Arvika kommun och Värmland, 60°03′57″N 12°32′39″Ö / 60.0659°N 12.5442°Ö (14 ha)
- Bograngstjärnet, sjö i Torsby kommun och Värmland, 60°42′41″N 12°37′14″Ö / 60.7113°N 12.6206°Ö (21 ha)
- Braserudstjärnet, sjö i Årjängs kommun och Värmland, 59°35′16″N 12°15′09″Ö / 59.5878°N 12.2525°Ö (1 ha)
- Brasmetjärnet, sjö i Årjängs kommun och Värmland, 59°11′46″N 12°21′50″Ö / 59.1962°N 12.364°Ö (16 ha)
- Bredmosstjärnet, sjö i Årjängs kommun och Värmland, 59°33′17″N 12°03′45″Ö / 59.5547°N 12.0626°Ö (1 ha)
- Bredtjärnet, sjö i Eda kommun och Värmland, 59°45′59″N 12°01′17″Ö / 59.7664°N 12.0215°Ö (21 ha)
- Brukstjärnet, sjö i Arvika kommun och Värmland, 59°56′28″N 12°41′05″Ö / 59.9412°N 12.6848°Ö
- Bråtetjärnet, Värmland, sjö i Årjängs kommun och Värmland, 59°24′21″N 12°24′39″Ö / 59.4059°N 12.4108°Ö
- Bunästjärnet, sjö i Eda kommun och Värmland, 59°49′09″N 11°55′38″Ö / 59.8193°N 11.9272°Ö (7 ha)
- Butjärnet, Värmland, sjö i Eda kommun och Värmland, 59°59′20″N 12°27′00″Ö / 59.989°N 12.4499°Ö
- Bytjärnet (Eda socken, Värmland), sjö i Eda kommun och Värmland, 59°51′26″N 12°19′22″Ö / 59.8572°N 12.3229°Ö (51 ha)
- Bytjärnet (Köla socken, Värmland), sjö i Eda kommun och Värmland, 59°42′35″N 12°16′25″Ö / 59.7098°N 12.2735°Ö (17 ha)
- Byxetjärnet, sjö i Eda kommun och Värmland, 59°52′00″N 12°04′50″Ö / 59.8666°N 12.0805°Ö
- Bärhustjärnet, sjö i Årjängs kommun och Värmland, 59°20′41″N 12°24′39″Ö / 59.3446°N 12.4107°Ö (9 ha)
- Bålgårdstjärnet, sjö i Arvika kommun och Värmland, 59°39′04″N 12°41′12″Ö / 59.651°N 12.6868°Ö (15 ha)
- Bårtjärnet, sjö i Arvika kommun och Värmland, 59°38′29″N 12°43′51″Ö / 59.6414°N 12.7307°Ö
- Båstnästjärnet, sjö i Årjängs kommun och Värmland, 59°21′47″N 11°50′37″Ö / 59.3631°N 11.8437°Ö
- Dalstjärnet, Värmland, sjö i Arvika kommun och Värmland, 59°35′43″N 12°39′09″Ö / 59.5954°N 12.6525°Ö (14 ha)
- Dammtjärnet (Gräsmarks socken, Värmland), sjö i Sunne kommun och Värmland, 59°53′10″N 12°48′26″Ö / 59.886°N 12.8071°Ö (1 ha)
- Dammtjärnet (Gunnarskogs socken, Värmland), sjö i Arvika kommun och Värmland, 59°45′15″N 12°41′51″Ö / 59.7542°N 12.6975°Ö (8 ha)
- Dammtjärnet (Järnskogs socken, Värmland, 661756-129059), sjö i Eda kommun och Värmland, 59°37′40″N 12°05′13″Ö / 59.6279°N 12.087°Ö (14 ha)
- Dammtjärnet (Järnskogs socken, Värmland, 661946-129014), sjö i Eda kommun och Värmland, 59°38′40″N 12°04′56″Ö / 59.6445°N 12.0821°Ö (10 ha)
- Dammtjärnet (Järnskogs socken, Värmland, 662478-128861), sjö i Eda kommun och Värmland, 59°41′20″N 12°03′03″Ö / 59.689°N 12.0507°Ö
- Dammtjärnet (Järnskogs socken, Värmland, 662783-128900), sjö i Eda kommun och Värmland, 59°43′00″N 12°03′01″Ö / 59.7168°N 12.0502°Ö (12 ha)
- Dammtjärnet (Köla socken, Värmland), sjö i Eda kommun och Värmland, 59°46′32″N 12°08′01″Ö / 59.7756°N 12.1336°Ö (12 ha)
- Dammtjärnet (Långseruds socken, Värmland), sjö i Säffle kommun och Värmland, 59°21′03″N 12°30′25″Ö / 59.3509°N 12.5069°Ö (9 ha)
- Dammtjärnet (Skillingmarks socken, Värmland, 663570-128696), sjö i Eda kommun och Värmland, 59°47′10″N 12°00′37″Ö / 59.786°N 12.0104°Ö
- Dammtjärnet (Skillingmarks socken, Värmland, 663748-128436), sjö i Eda kommun och Värmland, 59°47′56″N 11°57′37″Ö / 59.7988°N 11.9602°Ö (10 ha)
- Darrtjärnet, sjö i Eda kommun och Värmland, 59°37′15″N 12°05′35″Ö / 59.6208°N 12.0931°Ö (3 ha)
- Deltjärnet, sjö i Eda kommun och Värmland, 59°54′40″N 12°24′48″Ö / 59.9111°N 12.4134°Ö
- Det långa tjärnet, sjö i Årjängs kommun och Värmland, 59°32′10″N 12°14′54″Ö / 59.5362°N 12.2483°Ö (1 ha)
- Djuptjärnet (Eda socken, Värmland, 663881-131030), sjö i Eda kommun och Värmland, 59°49′39″N 12°25′00″Ö / 59.8274°N 12.4168°Ö (39 ha)
- Djuptjärnet (Eda socken, Värmland, 665901-131369), sjö i Arvika kommun och Värmland, 60°00′37″N 12°28′01″Ö / 60.0104°N 12.467°Ö (26 ha)
- Djuptjärnet (Skillingmarks socken, Värmland), sjö i Eda kommun och Värmland, 59°46′29″N 11°59′01″Ö / 59.7746°N 11.9837°Ö (10 ha)
- Dottjärnet, sjö i Arvika kommun och Värmland, 59°43′16″N 12°33′34″Ö / 59.7212°N 12.5595°Ö
- Drippeltjärnet, sjö i Arvika kommun och Värmland, 59°43′20″N 12°23′10″Ö / 59.7223°N 12.386°Ö (9 ha)
- Edstjärnet, sjö i Eda kommun och Värmland 59°49′40″N 12°00′52″Ö / 59.82768°N 12.01434°Ö
- Eketjärnet (Järnskogs socken, Värmland), sjö i Eda kommun och Värmland, 59°44′46″N 12°00′48″Ö / 59.746°N 12.0133°Ö (6 ha)
- Eketjärnet (Skillingmarks socken, Värmland), sjö i Eda kommun och Värmland, 59°46′44″N 11°58′06″Ö / 59.7788°N 11.9682°Ö (2 ha)
- Fethöjdtjärnet, sjö i Sunne kommun och Värmland, 60°00′37″N 12°44′08″Ö / 60.0104°N 12.7355°Ö
- Fjälltjärnet (Högeruds socken, Värmland), sjö i Arvika kommun och Värmland, 59°36′05″N 12°45′08″Ö / 59.6015°N 12.7522°Ö
- Fjälltjärnet (Svanskogs socken, Värmland), sjö i Säffle kommun och Värmland, 59°16′10″N 12°30′23″Ö / 59.2694°N 12.5065°Ö (3 ha)
- Flentjärnet, sjö i Eda kommun och Värmland, 59°49′44″N 12°25′51″Ö / 59.8289°N 12.4307°Ö (18 ha)
- Flugstjärnet, sjö i Eda kommun och Värmland, 59°39′03″N 12°00′30″Ö / 59.6509°N 12.0082°Ö (2 ha)
- Flytjärnet, sjö i Årjängs kommun och Värmland, 59°17′09″N 12°26′16″Ö / 59.2858°N 12.4378°Ö (9 ha)
- Forstjärnet, sjö i Årjängs kommun och Värmland, 59°28′56″N 12°00′59″Ö / 59.4821°N 12.0165°Ö (13 ha)
- Frosstjärnet, sjö i Arvika kommun och Värmland, 59°27′53″N 12°39′56″Ö / 59.4646°N 12.6656°Ö (38 ha)
- Frötjärnet, Värmland, sjö i Eda kommun och Värmland, 59°52′34″N 11°56′49″Ö / 59.8761°N 11.947°Ö
- Furskogstjärnet, sjö i Årjängs kommun och Värmland, 59°22′45″N 12°04′45″Ö / 59.3792°N 12.0792°Ö (31 ha)
- Furukvisttjärnet, sjö i Årjängs kommun och Värmland, 59°24′29″N 12°22′06″Ö / 59.408°N 12.3683°Ö
- Falltjärnet (Sunne socken, Värmland), sjö i Sunne kommun och Värmland, 59°47′21″N 12°55′38″Ö / 59.7893°N 12.9273°Ö
- Fågeltjärnet, Värmland, sjö i Arvika kommun och Värmland, 59°47′35″N 12°47′09″Ö / 59.7931°N 12.7858°Ö (14 ha)
- Gaustatjärnet, sjö i Eda kommun och Värmland, 59°54′46″N 12°12′50″Ö / 59.9128°N 12.2138°Ö
- Gettjärnet (Gräsmarks socken, Värmland), sjö i Sunne kommun och Värmland, 59°53′01″N 12°48′37″Ö / 59.8837°N 12.8103°Ö (2 ha)
- Gettjärnet (Järnskogs socken, Värmland), sjö i Eda kommun och Värmland, 59°43′56″N 11°59′43″Ö / 59.7321°N 11.9953°Ö (4 ha)
- Gettjärnet (Mangskogs socken, Värmland), sjö i Arvika kommun och Värmland, 59°46′38″N 12°44′05″Ö / 59.7773°N 12.7347°Ö (2 ha)
- Gillertjärnet, sjö i Arvika kommun och Värmland, 59°53′52″N 12°33′19″Ö / 59.8979°N 12.5552°Ö
- Gorrmörttjärnet, sjö i Torsby kommun och Värmland, 60°40′13″N 12°43′49″Ö / 60.6702°N 12.7303°Ö
- Gotjärnet (Ny socken, Värmland, vid Statartorpet), sjö i Arvika kommun, 59°46′48″N 12°28′12″Ö / 59.7801°N 12.4701°Ö (6,82 ha)
- Gotjärnet (Ny socken, Värmland), sjö i Arvika kommun, 59°46′44″N 12°28′08″Ö / 59.779°N 12.4689°Ö
- Gravetjärnet, sjö i Årjängs kommun och Värmland, 59°11′23″N 12°24′23″Ö / 59.1897°N 12.4063°Ö
- Gravtjärnet, sjö i Arvika kommun och Värmland, 59°48′03″N 12°49′24″Ö / 59.8007°N 12.8233°Ö
- Grenstjärnet, sjö i Eda kommun och Värmland, 59°51′44″N 12°04′01″Ö / 59.8623°N 12.067°Ö
- Gretjärnet, sjö i Arvika kommun och Värmland, 59°46′57″N 12°27′42″Ö / 59.7824°N 12.4616°Ö (33 ha)
- Greånstjärnet, sjö i Arvika kommun och Värmland, 59°34′49″N 12°19′49″Ö / 59.5802°N 12.3303°Ö (3 ha)
- Grinsbytjärnet, sjö i Säffle kommun och Värmland, 59°14′11″N 12°35′28″Ö / 59.2365°N 12.591°Ö (16 ha)
- Grundtjärnet (Gunnarskogs socken, Värmland), sjö i Arvika kommun och Värmland, 59°57′39″N 12°30′46″Ö / 59.9609°N 12.5128°Ö (7 ha)
- Grundtjärnet (Skillingmarks socken, Värmland), sjö i Eda kommun och Värmland, 59°46′43″N 11°59′10″Ö / 59.7787°N 11.9862°Ö (4 ha)
- Gubbtjärnet, sjö i Arvika kommun och Värmland, 59°53′00″N 12°27′23″Ö / 59.8832°N 12.4565°Ö
- Gunnaretjärnet, sjö i Årjängs kommun och Värmland, 59°20′08″N 12°24′06″Ö / 59.3356°N 12.4016°Ö (3 ha)
- Gäddtjärnet (Eda socken, Värmland), sjö i Eda kommun och Värmland, 59°52′49″N 12°26′02″Ö / 59.8804°N 12.4339°Ö
- Gäddtjärnet (Ny socken, Värmland), sjö i Arvika kommun och Värmland, 59°45′30″N 12°29′47″Ö / 59.7582°N 12.4965°Ö (8 ha)
- Gräntjärnet, Värmland, sjö i Arvika kommun och Värmland, 59°53′51″N 12°35′34″Ö / 59.8975°N 12.5927°Ö (6 ha)
- Gärstjärnet, sjö i Torsby kommun och Värmland, 60°47′08″N 12°34′39″Ö / 60.7855°N 12.5774°Ö
- Gårdsrudtjärnet, sjö i Eda kommun och Värmland, 59°37′44″N 12°02′34″Ö / 59.629°N 12.0428°Ö (8 ha)
- Gårdstjärnet, sjö i Eda kommun och Värmland, 59°50′37″N 12°00′06″Ö / 59.8436°N 12.0018°Ö (23 ha)
- Gårdsåstjärnet, sjö i Arvika kommun och Värmland, 59°48′42″N 12°38′15″Ö / 59.8116°N 12.6374°Ö (20 ha)
- Gårtjärnet (Silleruds socken, Värmland, 658094-130450), sjö i Årjängs kommun och Värmland, 59°18′14″N 12°22′21″Ö / 59.304°N 12.3724°Ö
- Gårtjärnet (Silleruds socken, Värmland, 659335-130989), sjö i Årjängs kommun och Värmland, 59°25′03″N 12°27′21″Ö / 59.4176°N 12.4559°Ö
- Gårtjärnet (Svanskogs socken, Värmland, 656712-130937), sjö i Säffle kommun och Värmland, 59°10′56″N 12°28′12″Ö / 59.1823°N 12.4699°Ö
- Gårtjärnet (Svanskogs socken, Värmland, 657738-131209), sjö i Säffle kommun och Värmland, 59°16′32″N 12°30′31″Ö / 59.2755°N 12.5085°Ö
- Gåstjärnet, sjö i Arvika kommun och Värmland, 59°45′58″N 12°30′23″Ö / 59.7661°N 12.5065°Ö (4 ha)
- Göptjärnet, sjö i Sunne kommun och Värmland, 59°53′03″N 12°44′52″Ö / 59.8842°N 12.7477°Ö
- Hagtjärnet (Eda socken, Värmland), sjö i Eda kommun och Värmland, 59°50′54″N 12°22′57″Ö / 59.8482°N 12.3825°Ö (7 ha)
- Hagtjärnet (Gunnarskogs socken, Värmland), sjö i Arvika kommun och Värmland, 59°51′38″N 12°38′33″Ö / 59.8605°N 12.6424°Ö
- Hagtjärnet (Köla socken, Värmland, 662305-130148), sjö i Eda kommun och Värmland, 59°40′35″N 12°16′55″Ö / 59.6765°N 12.282°Ö (10 ha)
- Hagtjärnet (Köla socken, Värmland, 663419-129235), sjö i Eda kommun och Värmland, 59°46′34″N 12°06′12″Ö / 59.776°N 12.1033°Ö (6 ha)
- Hagtjärnet (Tveta socken, Värmland), sjö i Säffle kommun och Värmland, 59°10′24″N 12°42′02″Ö / 59.1733°N 12.7006°Ö (12 ha)
- Hammartjärnet (Långseruds socken, Värmland), sjö i Säffle kommun och Värmland, 59°17′29″N 12°32′13″Ö / 59.2914°N 12.537°Ö
- Hanketjärnet, sjö i Årjängs kommun och Värmland, 59°23′56″N 12°15′55″Ö / 59.3988°N 12.2652°Ö (15 ha)
- Hasselbacketjärnet, sjö i Årjängs kommun och Värmland, 59°25′02″N 12°25′03″Ö / 59.4173°N 12.4174°Ö (12 ha)
- Hedtjärnet, sjö i Eda kommun och Värmland, 59°45′03″N 11°58′11″Ö / 59.7507°N 11.9697°Ö (11 ha)
- Hemtjärnet (Södra Finnskoga socken, Värmland, 673331-133456), sjö i Torsby kommun och Värmland, 60°40′57″N 12°46′37″Ö / 60.6826°N 12.7769°Ö (1 ha)
- Hemtjärnet (Södra Finnskoga socken, Värmland, 674415-131959), sjö i Torsby kommun och Värmland, 60°46′17″N 12°29′24″Ö / 60.7715°N 12.4901°Ö (15 ha)
- Hemtjärnet (Älgå socken, Värmland), sjö i Arvika kommun och Värmland, 59°33′36″N 12°24′19″Ö / 59.5601°N 12.4053°Ö (7 ha)
- Herrdalstjärnet, sjö i Arvika kommun och Värmland, 59°57′33″N 12°42′59″Ö / 59.9591°N 12.7163°Ö
- Holmtjärnet (Silleruds socken, Värmland), sjö i Årjängs kommun och Värmland, 59°25′44″N 12°22′41″Ö / 59.4288°N 12.378°Ö (6 ha)
- Holmtjärnet (Södra Finnskoga socken, Värmland, 672514-133015), sjö i Torsby kommun och Värmland, 60°36′23″N 12°42′27″Ö / 60.6065°N 12.7075°Ö (35 ha)
- Holmtjärnet (Södra Finnskoga socken, Värmland, 673922-131872), sjö i Torsby kommun och Värmland, 60°43′43″N 12°28′56″Ö / 60.7287°N 12.4821°Ö
- Holmtjärnet (Södra Finnskoga socken, Värmland, 674330-131448), sjö i Torsby kommun och Värmland, 60°45′48″N 12°24′02″Ö / 60.7633°N 12.4006°Ö
- Holmtjärnet (Södra Finnskoga socken, Värmland, 674495-132599), sjö i Torsby kommun och Värmland, 60°47′06″N 12°36′29″Ö / 60.7849°N 12.608°Ö (7 ha)
- Horntjärnet, sjö i Eda kommun och Värmland, 59°47′40″N 11°57′06″Ö / 59.7944°N 11.9516°Ö (12 ha)
- Hovstenstjärnet, sjö i Eda kommun och Värmland, 59°47′36″N 11°58′36″Ö / 59.7934°N 11.9767°Ö (1 ha)
- Husketjärnet, sjö i Torsby kommun och Värmland, 60°47′31″N 12°30′27″Ö / 60.792°N 12.5075°Ö
- Hällstjärnet, sjö i Årjängs kommun och Värmland, 59°15′56″N 11°52′21″Ö / 59.2655°N 11.8726°Ö (20 ha)
- Hästetjärnet, Värmland, sjö i Eda kommun och Värmland, 59°37′58″N 12°05′10″Ö / 59.6329°N 12.0862°Ö (1 ha)
- Hästskotjärnet, Värmland, sjö i Torsby kommun och Värmland, 60°40′06″N 12°44′24″Ö / 60.6684°N 12.74°Ö (1 ha)
- Hätjärnet, sjö i Årjängs kommun och Värmland, 59°25′02″N 11°55′43″Ö / 59.4173°N 11.9287°Ö (6 ha)
- Håletjärnet, Värmland, sjö i Eda kommun och Värmland, 59°53′19″N 12°01′01″Ö / 59.8887°N 12.017°Ö
- Håltjärnet (Gräsmarks socken, Värmland, 664299-133390), sjö i Sunne kommun och Värmland, 59°52′22″N 12°50′21″Ö / 59.8728°N 12.8392°Ö
- Håltjärnet (Gräsmarks socken, Värmland, 664433-133610), sjö i Sunne kommun och Värmland, 59°53′09″N 12°52′38″Ö / 59.8857°N 12.8773°Ö (1 ha)
- Håtjärnet, sjö i Sunne kommun och Värmland, 59°51′12″N 12°51′26″Ö / 59.8533°N 12.8573°Ö (28 ha)
- Högfjällstjärnet, sjö i Säffle kommun och Värmland, 59°21′25″N 12°33′40″Ö / 59.357°N 12.561°Ö
- Höghults-Långtjärnet, sjö i Årjängs kommun och Värmland, 59°25′16″N 12°22′17″Ö / 59.421°N 12.3713°Ö (13 ha)
- Högstjärnet, sjö i Årjängs kommun och Värmland, 59°32′19″N 11°59′57″Ö / 59.5387°N 11.9993°Ö (23 ha)
- Höjdetjärnet (Gräsmarks socken, Värmland), sjö i Sunne kommun och Värmland, 59°55′58″N 12°47′37″Ö / 59.9328°N 12.7935°Ö (7 ha)
- Höketjärnet, sjö i Eda kommun och Värmland, 59°51′18″N 11°59′49″Ö / 59.855°N 11.9969°Ö (5 ha)
- Igeltjärnet (Glava socken, Värmland), sjö i Arvika kommun och Värmland, 59°33′13″N 12°30′33″Ö / 59.5535°N 12.5092°Ö
- Igeltjärnet (Järnskogs socken, Värmland), sjö i Eda kommun och Värmland, 59°42′55″N 12°05′59″Ö / 59.7153°N 12.0997°Ö
- Igeltjärnet (Ny socken, Värmland), sjö i Arvika kommun och Värmland, 59°46′14″N 12°29′04″Ö / 59.7705°N 12.4844°Ö
- Igeltjärnet (Älgå socken, Värmland), sjö i Arvika kommun och Värmland, 59°42′08″N 12°23′41″Ö / 59.7023°N 12.3948°Ö
- Ingersbytjärnet, sjö i Arvika kommun och Värmland, 59°35′52″N 12°46′07″Ö / 59.5978°N 12.7685°Ö (38 ha)
- Jenstjärnet, sjö i Eda kommun och Värmland, 59°38′03″N 12°14′24″Ö / 59.6343°N 12.2401°Ö (5 ha)
- Kallebodatjärnet, sjö i Årjängs kommun och Värmland, 59°28′12″N 12°14′29″Ö / 59.47°N 12.2415°Ö (14 ha)
- Kalvtjärnet, sjö i Eda kommun och Värmland, 59°51′36″N 12°22′48″Ö / 59.86°N 12.3801°Ö (14 ha)
- Karistjärnet, sjö i Arvika kommun och Värmland, 59°59′26″N 12°37′56″Ö / 59.9905°N 12.6321°Ö
- Kattetjärnet, sjö i Eda kommun och Värmland, 59°38′05″N 12°03′12″Ö / 59.6348°N 12.0534°Ö (1 ha)
- Kattjärnet (Bogens socken, Värmland), sjö i Arvika kommun och Värmland, 60°02′35″N 12°30′22″Ö / 60.0431°N 12.5062°Ö (15 ha)
- Kattjärnet (Silleruds socken, Värmland), sjö i Årjängs kommun och Värmland, 59°18′16″N 12°11′40″Ö / 59.3044°N 12.1944°Ö
- Kestadtjärnet, sjö i Årjängs kommun och Värmland, 59°21′01″N 12°18′31″Ö / 59.3504°N 12.3085°Ö (20 ha)
- Klevatjärnet, sjö i Årjängs kommun och Värmland, 59°25′30″N 12°09′51″Ö / 59.4249°N 12.1641°Ö (29 ha)
- Klinttjärnet, sjö i Torsby kommun och Värmland, 60°38′47″N 12°30′54″Ö / 60.6463°N 12.5151°Ö
- Klofttjärnet, sjö i Eda kommun och Värmland, 59°38′51″N 12°15′35″Ö / 59.6475°N 12.2596°Ö (4 ha)
- Klättjärnet, sjö i Eda kommun och Värmland, 59°58′13″N 12°21′56″Ö / 59.9703°N 12.3655°Ö (13 ha)
- Knållstjärnet, sjö i Arvika kommun och Värmland, 59°32′19″N 12°31′06″Ö / 59.5386°N 12.5184°Ö (4 ha)
- Kompobergstjärnet, sjö i Torsby kommun och Värmland, 60°46′15″N 12°30′20″Ö / 60.7707°N 12.5056°Ö
- Koppartjärnet, sjö i Eda kommun och Värmland, 59°37′03″N 12°12′10″Ö / 59.6175°N 12.2027°Ö (1 ha)
- Kopperudstjärnet, sjö i Säffle kommun och Värmland, 59°16′53″N 12°35′09″Ö / 59.2814°N 12.5859°Ö (12 ha)
- Korpungstjärnet, sjö i Eda kommun och Värmland, 59°53′16″N 12°06′00″Ö / 59.8879°N 12.1001°Ö (4 ha)
- Kotjärnet, Värmland, sjö i Årjängs kommun och Värmland, 59°25′24″N 12°22′29″Ö / 59.4232°N 12.3746°Ö
- Krokstjärnet (Gunnarskogs socken, Värmland), sjö i Arvika kommun och Värmland, 59°45′54″N 12°42′09″Ö / 59.765°N 12.7026°Ö (4 ha)
- Krokstjärnet (Köla socken, Värmland), sjö i Eda kommun och Värmland, 59°41′09″N 12°18′06″Ö / 59.6857°N 12.3016°Ö (6 ha)
- Kroktjärnet (Bogens socken, Värmland), sjö i Arvika kommun och Värmland, 60°03′36″N 12°28′13″Ö / 60.06°N 12.4702°Ö
- Kroktjärnet (Gunnarskogs socken, Värmland, 663807-132410), sjö i Arvika kommun och Värmland, 59°49′29″N 12°40′07″Ö / 59.8246°N 12.6686°Ö
- Kroktjärnet (Gunnarskogs socken, Värmland, 665356-132128), sjö i Arvika kommun och Värmland, 59°57′44″N 12°36′18″Ö / 59.9622°N 12.6051°Ö
- Kroktjärnet (Järnskogs socken, Värmland), sjö i Eda kommun och Värmland, 59°38′40″N 12°02′49″Ö / 59.6445°N 12.047°Ö (1 ha)
- Kroktjärnet (Ny socken, Värmland), sjö i Arvika kommun och Värmland, 59°47′43″N 12°28′20″Ö / 59.7952°N 12.4723°Ö (9 ha)
- Hästtjärnet (Södra Finnskoga socken, Värmland), sjö i Torsby kommun och Värmland, 60°32′40″N 12°40′18″Ö / 60.5444°N 12.6717°Ö (8 ha)
- Kroktjärnet (Södra Finnskoga socken, Värmland, 672436-133022), sjö i Torsby kommun och Värmland, 60°35′53″N 12°42′36″Ö / 60.598°N 12.71°Ö (21 ha)
- Kroktjärnet (Södra Finnskoga socken, Värmland, 672749-133359), sjö i Torsby kommun och Värmland, 60°37′48″N 12°45′51″Ö / 60.63°N 12.7641°Ö (3 ha)
- Krokvattenstjärnet, sjö i Årjängs kommun och Värmland, 59°26′23″N 12°24′00″Ö / 59.4398°N 12.3999°Ö (10 ha)
- Kronetjärnet, Värmland, sjö i Eda kommun och Värmland, 59°46′46″N 12°03′56″Ö / 59.7794°N 12.0655°Ö
- Kropptjärnet, sjö i Arvika kommun och Värmland, 59°37′00″N 12°24′14″Ö / 59.6168°N 12.4038°Ö (1 ha)
- Kulltjärnet, Värmland, sjö i Arvika kommun och Värmland, 59°54′54″N 12°35′48″Ö / 59.915°N 12.5968°Ö
- Kulåstjärnet, sjö i Årjängs kommun och Värmland, 59°23′49″N 11°48′27″Ö / 59.3969°N 11.8075°Ö
- Kunttjärnet, sjö i Eda kommun och Värmland, 59°52′49″N 12°20′20″Ö / 59.8804°N 12.339°Ö (30 ha)
- Kutjärnet, sjö i Eda kommun och Värmland, 59°46′23″N 11°57′08″Ö / 59.773°N 11.9523°Ö
- Kuvetjärnet (Järnskogs socken, Värmland), sjö i Eda kommun och Värmland, 59°40′24″N 12°11′26″Ö / 59.6734°N 12.1906°Ö
- Kuvetjärnet (Långseruds socken, Värmland), sjö i Säffle kommun och Värmland, 59°18′50″N 12°30′41″Ö / 59.3138°N 12.5115°Ö
- Kuvetjärnet (Svanskogs socken, Värmland), sjö i Säffle kommun och Värmland, 59°12′13″N 12°28′06″Ö / 59.2035°N 12.4684°Ö (7 ha)
- Kvarntjärnet (Långseruds socken, Värmland), sjö i Säffle kommun och Värmland, 59°18′25″N 12°33′31″Ö / 59.3069°N 12.5587°Ö (21 ha)
- Kvarntjärnet (Silleruds socken, Värmland), sjö i Årjängs kommun och Värmland, 59°25′34″N 12°26′10″Ö / 59.4262°N 12.4362°Ö (10 ha)
- Kvarntjärnet (Södra Finnskoga socken, Värmland, 673225-133005), sjö i Torsby kommun och Värmland, 60°40′16″N 12°41′43″Ö / 60.6712°N 12.6954°Ö (2 ha)
- Kvarntjärnet (Södra Finnskoga socken, Värmland, 673939-132530), sjö i Torsby kommun och Värmland, 60°43′59″N 12°36′08″Ö / 60.7331°N 12.6023°Ö
- Kymstjärnet, sjö i Sunne kommun och Värmland, 59°57′08″N 12°45′44″Ö / 59.9523°N 12.7622°Ö (6 ha)
- Kyrketjärnet, Värmland, sjö i Säffle kommun och Värmland, 59°20′59″N 12°31′43″Ö / 59.3496°N 12.5286°Ö
- Källtegstjärnet, sjö i Årjängs kommun och Värmland, 59°18′10″N 12°04′57″Ö / 59.3027°N 12.0825°Ö (11 ha)
- Käringetjärnet, Värmland, sjö i Säffle kommun och Värmland, 59°15′40″N 12°29′10″Ö / 59.2611°N 12.4862°Ö
- Käringtjärnet (Gillberga socken, Värmland), sjö i Säffle kommun och Värmland, 59°23′48″N 12°44′33″Ö / 59.3966°N 12.7425°Ö
- Käringtjärnet (Gunnarskogs socken, Värmland), sjö i Arvika kommun och Värmland, 59°58′53″N 12°41′13″Ö / 59.9814°N 12.687°Ö
- Kållebodatjärnet, sjö i Årjängs kommun och Värmland, 59°22′09″N 12°19′24″Ö / 59.3691°N 12.3234°Ö (26 ha)
- Kåtetjärnet, sjö i Eda kommun och Värmland, 59°37′46″N 12°04′51″Ö / 59.6294°N 12.0808°Ö (1 ha)
- Körttjärnet, sjö i Arvika kommun och Värmland, 59°37′37″N 12°21′01″Ö / 59.6269°N 12.3503°Ö (17 ha)
- Lars-Persatjärnet, sjö i Torsby kommun och Värmland, 61°01′21″N 12°16′58″Ö / 61.0225°N 12.2829°Ö
- Laxtjärnet (Gräsmarks socken, Värmland, 664616-133163), sjö i Sunne kommun och Värmland, 59°54′01″N 12°47′46″Ö / 59.9003°N 12.7961°Ö (1 ha)
- Laxtjärnet (Gräsmarks socken, Värmland, 666310-132534), sjö i Sunne kommun och Värmland, 60°02′59″N 12°40′01″Ö / 60.0496°N 12.6669°Ö (8 ha)
- Laxtjärnet (Svanskogs socken, Värmland), sjö i Säffle kommun och Värmland, 59°14′46″N 12°28′02″Ö / 59.2462°N 12.4673°Ö
- Leverhedstjärnet, sjö i Säffle kommun och Värmland, 59°13′38″N 12°27′19″Ö / 59.2272°N 12.4552°Ö (6 ha)
- Lidtjärnet (Arvika socken, Värmland), sjö i Arvika kommun och Värmland, 59°36′26″N 12°39′14″Ö / 59.6073°N 12.6538°Ö
- Lidtjärnet (Eda socken, Värmland), sjö i Eda kommun och Värmland, 59°51′41″N 12°13′41″Ö / 59.8613°N 12.2281°Ö (7 ha)
- Lidtjärnet (Köla socken, Värmland), sjö i Eda kommun och Värmland, 59°46′50″N 12°08′11″Ö / 59.7805°N 12.1363°Ö (1 ha)
- Lill-Råtjärnet, sjö i Sunne kommun och Värmland, 59°44′14″N 12°57′29″Ö / 59.7372°N 12.958°Ö
- Lilla Bogtjärnet, sjö i Eda kommun och Värmland, 59°57′15″N 12°28′03″Ö / 59.9543°N 12.4674°Ö
- Lilla Gräsingetjärnet, sjö i Säffle kommun och Värmland, 59°17′14″N 12°30′57″Ö / 59.2871°N 12.5157°Ö (4 ha)
- Lilla Haraldstjärnet, sjö i Eda kommun och Värmland, 59°52′18″N 12°14′02″Ö / 59.8717°N 12.2338°Ö (6 ha)
- Lilla Koltjärnet, sjö i Sunne kommun och Värmland, 59°54′02″N 12°48′31″Ö / 59.9005°N 12.8085°Ö (1 ha)
- Lilla Mörtetjärnet, sjö i Eda kommun och Värmland, 59°40′42″N 12°13′09″Ö / 59.6782°N 12.2191°Ö (1 ha)
- Lilla Mörttjärnet, sjö i Arvika kommun och Värmland, 59°36′34″N 12°22′38″Ö / 59.6095°N 12.3773°Ö (1 ha)
- Lilla Olstjärnet, sjö i Arvika kommun och Värmland, 59°51′14″N 12°45′06″Ö / 59.8539°N 12.7516°Ö (10 ha)
- Lilla Orremosstjärnet, sjö i Eda kommun och Värmland, 59°37′21″N 12°05′09″Ö / 59.6224°N 12.0858°Ö (1 ha)
- Lilla Råtjärnet, sjö i Arvika kommun och Värmland, 59°49′22″N 12°47′30″Ö / 59.8229°N 12.7917°Ö (2 ha)
- Lilla Skottjärnet, sjö i Arvika kommun och Värmland, 59°32′01″N 12°27′58″Ö / 59.5336°N 12.466°Ö (7 ha)
- Lilla Skålltjärnet, sjö i Eda kommun och Värmland, 59°50′51″N 12°12′13″Ö / 59.8476°N 12.2035°Ö (3 ha)
- Hundtjärnet (Gräsmarks socken, Värmland), sjö i Sunne kommun och Värmland, 59°54′50″N 12°45′45″Ö / 59.9139°N 12.7624°Ö (6 ha)
- Lillemosstjärnet, sjö i Årjängs kommun och Värmland, 59°32′45″N 12°03′55″Ö / 59.5457°N 12.0652°Ö
- Lilltjärnet (Brunskogs socken, Värmland), sjö i Arvika kommun och Värmland, 59°43′41″N 12°56′20″Ö / 59.728°N 12.9388°Ö
- Lilltjärnet (Gunnarskogs socken, Värmland), sjö i Arvika kommun och Värmland, 59°55′35″N 12°36′06″Ö / 59.9264°N 12.6016°Ö
- Lindtjärnet, Värmland, sjö i Säffle kommun och Värmland, 59°10′13″N 12°26′33″Ö / 59.1702°N 12.4426°Ö
- Linjetjärnet (Mangskogs socken, Värmland, 662848-132953), sjö i Arvika kommun och Värmland, 59°44′27″N 12°46′23″Ö / 59.7409°N 12.7731°Ö
- Linjetjärnet (Mangskogs socken, Värmland, 663268-133181), sjö i Arvika kommun och Värmland, 59°46′46″N 12°48′37″Ö / 59.7795°N 12.8102°Ö
- Lintjärnet (Långseruds socken, Värmland), sjö i Säffle kommun och Värmland, 59°23′26″N 12°28′31″Ö / 59.3905°N 12.4752°Ö
- Lintjärnet (Silleruds socken, Värmland), sjö i Årjängs kommun och Värmland, 59°17′40″N 12°24′58″Ö / 59.2944°N 12.4161°Ö
- Ljustjärnet, sjö i Arvika kommun och Värmland, 59°38′55″N 12°59′50″Ö / 59.6486°N 12.9971°Ö
- Lommetjärnet (Järnskogs socken, Värmland), sjö i Eda kommun och Värmland, 59°39′50″N 12°02′23″Ö / 59.6638°N 12.0396°Ö (1 ha)
- Lomtjärnet (Bogens socken, Värmland), sjö i Arvika kommun och Värmland, 60°02′52″N 12°29′50″Ö / 60.0477°N 12.4971°Ö
- Lomtjärnet (Eda socken, Värmland), sjö i Eda kommun och Värmland, 60°00′16″N 12°24′54″Ö / 60.0044°N 12.415°Ö
- Lomtjärnet (Gräsmarks socken, Värmland, 664408-133266), sjö i Sunne kommun och Värmland, 59°52′48″N 12°49′07″Ö / 59.8801°N 12.8185°Ö (7 ha)
- Lomtjärnet (Gräsmarks socken, Värmland, 664837-132664), sjö i Sunne kommun och Värmland, 59°55′03″N 12°42′25″Ö / 59.9176°N 12.7069°Ö (4 ha)
- Lomtjärnet (Gunnarskogs socken, Värmland, 664935-131275), sjö i Arvika kommun och Värmland, 59°55′15″N 12°27′23″Ö / 59.9207°N 12.4565°Ö
- Lomtjärnet (Gunnarskogs socken, Värmland, 665313-132571), sjö i Arvika kommun och Värmland, 59°57′37″N 12°41′05″Ö / 59.9603°N 12.6846°Ö
- Lomtjärnet (Mangskogs socken, Värmland), sjö i Arvika kommun och Värmland, 59°51′50″N 12°42′44″Ö / 59.8638°N 12.7121°Ö (2 ha)
- Lomtjärnet (Södra Finnskoga socken, Värmland), sjö i Torsby kommun och Värmland, 60°46′45″N 12°22′41″Ö / 60.7793°N 12.378°Ö
- Lukatjärnet, sjö i Torsby kommun och Värmland, 60°30′21″N 12°39′07″Ö / 60.5059°N 12.6519°Ö (17 ha)
- Lusttjärnet, sjö i Arvika kommun och Värmland, 59°51′35″N 12°44′16″Ö / 59.8596°N 12.7377°Ö (1 ha)
- Lysedtjärnet, sjö i Årjängs kommun och Värmland, 59°21′20″N 12°06′14″Ö / 59.3556°N 12.104°Ö (47 ha)
- Lystjärnet, sjö i Arvika kommun och Värmland, 60°03′11″N 12°28′00″Ö / 60.053°N 12.4668°Ö (6 ha)
- Långbrotjärnet, sjö i Årjängs kommun och Värmland, 59°20′48″N 12°22′31″Ö / 59.3467°N 12.3753°Ö
- Långetjärnet (Järnskogs socken, Värmland), sjö i Eda kommun och Värmland, 59°39′01″N 12°10′52″Ö / 59.6504°N 12.181°Ö (1 ha)
- Långetjärnet (Köla socken, Värmland), sjö i Eda kommun och Värmland, 59°47′07″N 12°08′14″Ö / 59.7853°N 12.1373°Ö (1 ha)
- Långtjärnet (Arvika socken, Värmland), sjö i Arvika kommun och Värmland, 59°44′22″N 12°35′37″Ö / 59.7394°N 12.5935°Ö
- Långtjärnet (Boda socken, Värmland), sjö i Kils kommun och Värmland, 59°38′42″N 13°04′36″Ö / 59.645°N 13.0768°Ö
- Långtjärnet (Eda socken, Värmland, 663885-131314), sjö i Eda kommun och Värmland, 59°49′39″N 12°28′23″Ö / 59.8275°N 12.4731°Ö
- Långtjärnet (Eda socken, Värmland, 664980-130849), sjö i Eda kommun och Värmland, 59°55′01″N 12°23′11″Ö / 59.917°N 12.3865°Ö (20 ha)
- Långtjärnet (Gräsmarks socken, Värmland, 663437-133851), sjö i Sunne kommun och Värmland, 59°47′48″N 12°55′57″Ö / 59.7968°N 12.9326°Ö (9 ha)
- Långtjärnet (Gräsmarks socken, Värmland, 664430-133587), sjö i Sunne kommun och Värmland, 59°53′07″N 12°52′24″Ö / 59.8853°N 12.8733°Ö (2 ha)
- Långtjärnet (Gunnarskogs socken, Värmland, 664705-132381), sjö i Arvika kommun och Värmland, 59°54′12″N 12°39′49″Ö / 59.9032°N 12.6637°Ö (15 ha)
- Långtjärnet (Gunnarskogs socken, Värmland, 664858-131298), sjö i Arvika kommun och Värmland, 59°54′58″N 12°27′26″Ö / 59.916°N 12.4571°Ö (10 ha)
- Långtjärnet (Kila socken, Värmland), sjö i Säffle kommun och Värmland, 59°11′46″N 12°39′07″Ö / 59.1961°N 12.6519°Ö
- Långtjärnet (Köla socken, Värmland), sjö i Eda kommun och Värmland, 59°52′03″N 12°03′47″Ö / 59.8675°N 12.0631°Ö (6 ha)
- Långtjärnet (Långseruds socken, Värmland), sjö i Säffle kommun och Värmland, 59°21′07″N 12°31′01″Ö / 59.352°N 12.517°Ö (3 ha)
- Långtjärnet (Mangskogs socken, Värmland), sjö i Arvika kommun och Värmland, 59°49′24″N 12°48′35″Ö / 59.8232°N 12.8097°Ö
- Långtjärnet (Silleruds socken, Värmland), sjö i Årjängs kommun och Värmland, 59°25′20″N 12°28′20″Ö / 59.4221°N 12.4721°Ö (1 ha)
- Långtjärnet (Skillingmarks socken, Värmland), sjö i Eda kommun och Värmland, 59°46′18″N 11°56′45″Ö / 59.7717°N 11.9457°Ö
- Långtjärnet (Trankils socken, Värmland), sjö i Årjängs kommun och Värmland, 59°14′15″N 11°52′46″Ö / 59.2374°N 11.8795°Ö
- Långtjärnet (Älgå socken, Värmland), sjö i Arvika kommun och Värmland, 59°37′34″N 12°25′02″Ö / 59.626°N 12.4173°Ö (8 ha)
- Långtjärnet (Östervallskogs socken, Värmland, 662581-128322), sjö i Eda kommun och Värmland, 59°41′55″N 11°57′30″Ö / 59.6985°N 11.9584°Ö (11 ha)
- Långtjärnet (Östervallskogs socken, Värmland, 662808-128341), sjö i Årjängs kommun och Värmland, 59°42′57″N 11°57′19″Ö / 59.7159°N 11.9552°Ö (3 ha)
- Lögetjärnet, sjö i Eda kommun och Värmland, 59°51′05″N 11°56′33″Ö / 59.8514°N 11.9425°Ö (6 ha)
- Löjetjärnet, sjö i Årjängs kommun och Värmland, 59°15′30″N 12°23′49″Ö / 59.2584°N 12.397°Ö (30 ha)
- Lövtjärnet (Sunne socken, Värmland), sjö i Sunne kommun och Värmland, 59°47′49″N 13°00′09″Ö / 59.797°N 13.0024°Ö
- Lövtjärnet (Södra Finnskoga socken, Värmland), sjö i Torsby kommun och Värmland, 60°30′56″N 12°40′47″Ö / 60.5155°N 12.6798°Ö (19 ha)
- Mangslidtjärnet, sjö i Torsby kommun och Värmland, 60°33′51″N 12°42′17″Ö / 60.5641°N 12.7048°Ö (17 ha)
- Mardalstjärnet, sjö i Årjängs kommun och Värmland, 59°40′16″N 12°00′51″Ö / 59.671°N 12.0141°Ö (4 ha)
- Markustjärnet, sjö i Arvika kommun och Värmland, 59°52′16″N 12°42′25″Ö / 59.8711°N 12.707°Ö (2 ha)
- Masetjärnet, sjö i Eda kommun och Värmland, 59°44′34″N 12°01′44″Ö / 59.7428°N 12.0288°Ö (2 ha)
- Mellantjärnet, sjö i Årjängs kommun och Värmland, 59°24′43″N 12°27′25″Ö / 59.412°N 12.457°Ö (3 ha)
- Mellersta Sävtjärnet, sjö i Arvika kommun och Värmland, 59°29′14″N 12°33′02″Ö / 59.4873°N 12.5506°Ö (5 ha)
- Mellsjötjärnet, sjö i Karlstads kommun och Värmland, 59°29′54″N 13°42′18″Ö / 59.4983°N 13.7051°Ö (38 ha)
- Melltjärnet, sjö i Eda kommun och Värmland, 59°39′39″N 12°10′17″Ö / 59.6609°N 12.1714°Ö (2 ha)
- Mickelstjärnet, sjö i Eda kommun och Värmland, 59°43′36″N 11°57′24″Ö / 59.7267°N 11.9568°Ö
- Mjögtjärnet, sjö i Arvika kommun och Värmland, 59°43′31″N 12°35′47″Ö / 59.7252°N 12.5965°Ö
- Mjölktjärnet, sjö i Arvika kommun och Värmland, 59°58′47″N 12°40′16″Ö / 59.9798°N 12.671°Ö
- Moanstjärnet, sjö i Torsby kommun och Värmland, 60°46′40″N 12°35′56″Ö / 60.7777°N 12.599°Ö (10 ha)
- Molltjärnet, sjö i Sunne kommun och Värmland, 59°47′36″N 12°53′55″Ö / 59.7933°N 12.8985°Ö
- Mossetjärnet, Värmland, sjö i Eda kommun och Värmland, 59°52′12″N 12°08′56″Ö / 59.8701°N 12.1489°Ö (1 ha)
- Mosstjärnet (Arvika socken, Värmland), sjö i Arvika kommun och Värmland, 59°40′03″N 12°33′06″Ö / 59.6675°N 12.5516°Ö
- Mosstjärnet (Köla socken, Värmland), sjö i Eda kommun och Värmland, 59°50′30″N 12°11′27″Ö / 59.8416°N 12.1909°Ö (2 ha)
- Motjärnet (Järnskogs socken, Värmland), sjö i Eda kommun och Värmland, 59°42′41″N 11°58′28″Ö / 59.7113°N 11.9744°Ö (1 ha)
- Mynttjärnet, sjö i Eda kommun och Värmland, 60°00′06″N 12°23′48″Ö / 60.0017°N 12.3968°Ö
- Märratjärnet, sjö i Torsby kommun och Värmland, 60°57′42″N 12°20′28″Ö / 60.9617°N 12.341°Ö
- Märretjärnet, Värmland, sjö i Arvika kommun och Värmland, 59°36′13″N 12°19′01″Ö / 59.6036°N 12.3169°Ö (4 ha)
- Märrtjärnet (Arvika socken, Värmland), sjö i Arvika kommun och Värmland, 59°44′19″N 12°43′52″Ö / 59.7387°N 12.7311°Ö
- Märrtjärnet (Gräsmarks socken, Värmland), sjö i Sunne kommun och Värmland, 59°51′31″N 12°47′38″Ö / 59.8587°N 12.7938°Ö (8 ha)
- Märrtjärnet (Ny socken, Värmland), sjö i Arvika kommun och Värmland, 59°46′36″N 12°28′32″Ö / 59.7766°N 12.4756°Ö
- Månserudstjärnet, sjö i Årjängs kommun och Värmland, 59°23′56″N 12°20′46″Ö / 59.3988°N 12.3461°Ö (8 ha)
- Mölnetjärnet, sjö i Eda kommun och Värmland, 59°46′38″N 12°01′06″Ö / 59.7773°N 12.0183°Ö (10 ha)
- Mölntjärnet, sjö i Arvika kommun och Värmland, 59°47′50″N 12°38′00″Ö / 59.7971°N 12.6333°Ö (18 ha)
- Mörnästjärnet, sjö i Årjängs kommun och Värmland, 59°14′13″N 12°24′05″Ö / 59.2369°N 12.4015°Ö
- Mörttjärnet (Eda socken, Värmland), sjö i Eda kommun och Värmland, 59°54′25″N 12°24′00″Ö / 59.9069°N 12.3999°Ö
- Mörttjärnet (Gunnarskogs socken, Värmland, 664049-131941), sjö i Arvika kommun och Värmland, 59°50′33″N 12°35′11″Ö / 59.8426°N 12.5864°Ö (12 ha)
- Mörttjärnet (Gunnarskogs socken, Värmland, 665253-132603), sjö i Arvika kommun och Värmland, 59°57′18″N 12°41′27″Ö / 59.955°N 12.6909°Ö
- Mörttjärnet (Ny socken, Värmland, 663189-131412), sjö i Arvika kommun och Värmland, 59°45′58″N 12°29′36″Ö / 59.766°N 12.4932°Ö (9 ha)
- Mörttjärnet (Ny socken, Värmland, 663658-131377), sjö i Arvika kommun och Värmland, 59°48′37″N 12°29′17″Ö / 59.8102°N 12.4881°Ö (18 ha)
- Mörttjärnet (Södra Finnskoga socken, Värmland, 673374-132693), sjö i Torsby kommun och Värmland, 60°41′00″N 12°38′14″Ö / 60.6832°N 12.6371°Ö
- Mörttjärnet (Södra Finnskoga socken, Värmland, 673435-133438), sjö i Torsby kommun och Värmland, 60°41′37″N 12°45′51″Ö / 60.6935°N 12.7642°Ö (31 ha)
- Mörttjärnet (Älgå socken, Värmland), sjö i Arvika kommun och Värmland, 59°36′41″N 12°22′16″Ö / 59.6115°N 12.371°Ö (14 ha)
- Navarstjärnet, sjö i Årjängs kommun och Värmland, 59°24′36″N 12°29′40″Ö / 59.4101°N 12.4944°Ö (3 ha)
- Nedre Håvstjärnet, sjö i Torsby kommun och Värmland, 60°40′29″N 12°44′47″Ö / 60.6748°N 12.7464°Ö (3 ha)
- Nedre Mossetjärnet, sjö i Eda kommun och Värmland, 59°53′00″N 11°56′54″Ö / 59.8833°N 11.9483°Ö
- Nolare tjärnet, sjö i Arvika kommun och Värmland, 59°55′00″N 12°28′43″Ö / 59.9166°N 12.4785°Ö (21 ha)
- Nollatjärnet, sjö i Torsby kommun och Värmland, 60°32′59″N 12°39′03″Ö / 60.5496°N 12.6508°Ö
- Noltjärnet, sjö i Säffle kommun och Värmland, 59°12′26″N 12°39′10″Ö / 59.2071°N 12.6527°Ö
- Norra Björntjärnet, sjö i Torsby kommun och Värmland, 60°37′27″N 12°33′32″Ö / 60.6241°N 12.5589°Ö
- Norra Holmtjärnet, sjö i Arvika kommun och Värmland, 59°38′58″N 12°58′53″Ö / 59.6495°N 12.9814°Ö
- Norra Kastjärnet, sjö i Årjängs kommun och Värmland, 59°14′01″N 11°55′37″Ö / 59.2337°N 11.9269°Ö
- Norra Kaveltjärnet, sjö i Torsby kommun och Värmland, 60°34′50″N 12°49′15″Ö / 60.5806°N 12.8208°Ö (10 ha)
- Norra Laxetjärnet, sjö i Arvika kommun och Värmland, 59°37′37″N 12°23′41″Ö / 59.6269°N 12.3948°Ö (3 ha)
- Norra Lundstjärnet, sjö i Årjängs kommun och Värmland, 59°22′48″N 12°02′57″Ö / 59.3801°N 12.0492°Ö (9 ha)
- Norra Lystjärnet, sjö i Arvika kommun och Värmland, 60°06′21″N 12°30′05″Ö / 60.1057°N 12.5014°Ö (5 ha)
- Norra Märrtjärnet, sjö i Arvika kommun och Värmland, 60°02′49″N 12°31′34″Ö / 60.0469°N 12.526°Ö (4 ha)
- Norra Svartningstjärnet, sjö i Eda kommun och Värmland, 59°38′21″N 12°12′18″Ö / 59.6392°N 12.2051°Ö (3 ha)
- Norra Taktjärnet, sjö i Eda kommun och Värmland, 59°51′08″N 12°08′39″Ö / 59.8522°N 12.1441°Ö (11 ha)
- Nottjärnet, sjö i Arvika kommun och Värmland, 59°57′11″N 12°30′31″Ö / 59.9531°N 12.5087°Ö (11 ha)
- Nydammstjärnet, sjö i Torsby kommun och Värmland, 60°47′43″N 12°33′27″Ö / 60.7952°N 12.5575°Ö (6 ha)
- Näcktjärnet, sjö i Kils kommun och Värmland, 59°38′07″N 13°04′34″Ö / 59.6352°N 13.0762°Ö
- Nästjärnet, sjö i Sunne kommun och Värmland, 59°52′32″N 12°43′57″Ö / 59.8755°N 12.7324°Ö
- Näversäcktjärnet, sjö i Eda kommun och Värmland, 59°39′20″N 12°17′44″Ö / 59.6555°N 12.2955°Ö (2 ha)
- Nävertjärnet, sjö i Eda kommun och Värmland, 59°51′13″N 12°03′59″Ö / 59.8535°N 12.0664°Ö
- Odlingstjärnet, sjö i Årjängs kommun och Värmland, 59°17′36″N 12°21′42″Ö / 59.2933°N 12.3618°Ö
- Opptjärnet, sjö i Arvika kommun och Värmland, 60°01′42″N 12°29′16″Ö / 60.0284°N 12.4878°Ö (33 ha)
- Ormtjärnet (Gunnarskogs socken, Värmland), sjö i Arvika kommun och Värmland, 60°00′21″N 12°38′41″Ö / 60.0058°N 12.6447°Ö (9 ha)
- Ormtjärnet (Silleruds socken, Värmland), sjö i Årjängs kommun och Värmland, 59°25′23″N 12°27′04″Ö / 59.423°N 12.4512°Ö
- Ormtjärnet (Södra Finnskoga socken, Värmland), sjö i Torsby kommun och Värmland, 60°40′19″N 12°45′52″Ö / 60.6719°N 12.7644°Ö (1 ha)
- Orremosstjärnet, sjö i Eda kommun och Värmland, 59°50′02″N 12°05′14″Ö / 59.8338°N 12.0872°Ö
- Oxaretjärnet, sjö i Årjängs kommun och Värmland, 59°30′44″N 11°59′10″Ö / 59.5121°N 11.986°Ö
- Oxetjärnet, Värmland, sjö i Säffle kommun och Värmland, 59°22′56″N 12°27′28″Ö / 59.3822°N 12.4579°Ö
- Oxtjärnet (Bogens socken, Värmland), sjö i Arvika kommun och Värmland, 60°03′29″N 12°28′35″Ö / 60.058°N 12.4763°Ö
- Oxtjärnet (Gräsmarks socken, Värmland), sjö i Sunne kommun och Värmland, 60°04′08″N 12°38′23″Ö / 60.069°N 12.6397°Ö
- Posstjärnet (Gräsmarks socken, Värmland), sjö i Sunne kommun och Värmland, 59°54′42″N 12°42′21″Ö / 59.9116°N 12.7057°Ö
- Posstjärnet (Gunnarskogs socken, Värmland), sjö i Arvika kommun och Värmland, 59°59′05″N 12°38′33″Ö / 59.9847°N 12.6426°Ö
- Pynttjärnet, sjö i Sunne kommun och Värmland, 60°03′45″N 12°37′22″Ö / 60.0626°N 12.6227°Ö (6 ha)
- Ragnilrudstjärnet, sjö i Årjängs kommun och Värmland, 59°22′08″N 12°26′01″Ö / 59.3688°N 12.4337°Ö (18 ha)
- Ramsbotjärnet, sjö i Årjängs kommun och Värmland, 59°18′08″N 11°55′50″Ö / 59.3022°N 11.9306°Ö
- Regntjärnet, sjö i Sunne kommun och Värmland, 59°48′36″N 12°56′39″Ö / 59.8099°N 12.9443°Ö
- Ringstadtjärnet, sjö i Årjängs kommun och Värmland, 59°31′00″N 11°47′56″Ö / 59.5167°N 11.7989°Ö (10 ha)
- Ristakatjärnet, sjö i Säffle kommun och Värmland, 59°16′06″N 12°28′20″Ö / 59.2683°N 12.4722°Ö (27 ha)
- Rovetjärnet, sjö i Eda kommun och Värmland, 59°37′25″N 12°03′15″Ö / 59.6236°N 12.0541°Ö (1 ha)
- Runntjärnet, sjö i Torsby kommun och Värmland, 60°43′19″N 12°29′32″Ö / 60.722°N 12.4923°Ö
- Rytjärnet, Värmland, sjö i Arvika kommun och Värmland, 59°59′15″N 12°38′59″Ö / 59.9876°N 12.6498°Ö (7 ha)
- Rämestjärnet, sjö i Arvika kommun och Värmland, 59°54′41″N 12°26′03″Ö / 59.9113°N 12.4342°Ö
- Rämmestjärnet, sjö i Sunne kommun och Värmland, 60°02′36″N 12°38′28″Ö / 60.0432°N 12.6411°Ö (18 ha)
- Rävtjärnet (Gräsmarks socken, Värmland), sjö i Sunne kommun och Värmland, 59°52′52″N 12°44′51″Ö / 59.8811°N 12.7475°Ö
- Rävtjärnet (Södra Finnskoga socken, Värmland), sjö i Torsby kommun och Värmland, 60°40′06″N 12°45′10″Ö / 60.6683°N 12.7528°Ö (3 ha)
- Rågtjärnet, sjö i Arvika kommun och Värmland, 59°45′32″N 12°42′49″Ö / 59.759°N 12.7136°Ö
- Råskogtjärnet, sjö i Säffle kommun och Värmland, 59°12′43″N 12°26′26″Ö / 59.212°N 12.4406°Ö
- Råtjärnet, sjö i Arvika kommun och Värmland, 59°45′26″N 12°43′17″Ö / 59.7572°N 12.7214°Ö
- Rödtjärnet, sjö i Arvika kommun och Värmland, 59°47′01″N 12°28′33″Ö / 59.7837°N 12.4758°Ö (4 ha)
- Röktjärnet, sjö i Årjängs kommun och Värmland, 59°13′46″N 12°24′10″Ö / 59.2294°N 12.4027°Ö
- Rönningstjärnet (Långseruds socken, Värmland), sjö i Säffle kommun och Värmland, 59°19′09″N 12°29′52″Ö / 59.3193°N 12.4978°Ö (10 ha)
- Rönningstjärnet (Silleruds socken, Värmland), sjö i Årjängs kommun och Värmland, 59°11′23″N 12°21′25″Ö / 59.1896°N 12.357°Ö (10 ha)
- Rörtjärnet, Värmland, sjö i Årjängs kommun och Värmland, 59°11′39″N 12°24′50″Ö / 59.1942°N 12.4139°Ö (8 ha)
- Rösebergstjärnet, sjö i Säffle kommun och Värmland, 59°12′01″N 12°38′45″Ö / 59.2003°N 12.6458°Ö
- Rösetjärnet, Värmland, sjö i Eda kommun och Värmland, 59°40′47″N 12°10′15″Ö / 59.6797°N 12.1708°Ö
- Röstjärnet, Värmland, sjö i Årjängs kommun och Värmland, 59°25′34″N 12°27′12″Ö / 59.4261°N 12.4533°Ö (6 ha)
- Rötjärnet, sjö i Sunne kommun och Värmland, 59°52′59″N 12°48′10″Ö / 59.8831°N 12.8027°Ö (14 ha)
- Salstjärnet, sjö i Eda kommun och Värmland, 59°38′42″N 12°16′55″Ö / 59.6451°N 12.2819°Ö (1 ha)
- Samstorptjärnet, sjö i Karlstads kommun och Värmland, 59°31′08″N 13°34′42″Ö / 59.5189°N 13.5784°Ö (67 ha)
- Sandbergtjärnet, sjö i Sunne kommun och Värmland, 59°56′43″N 12°51′44″Ö / 59.9452°N 12.8621°Ö
- Sandbäckstjärnet, sjö i Karlstads kommun och Värmland, 59°23′45″N 13°29′13″Ö / 59.3959°N 13.487°Ö (7 ha)
- Sandtjärnet, Värmland, sjö i Årjängs kommun och Värmland, 59°24′53″N 12°28′26″Ö / 59.4147°N 12.4739°Ö (9 ha)
- Sarvetjärnet, Värmland, sjö i Årjängs kommun och Värmland, 59°26′55″N 12°22′36″Ö / 59.4486°N 12.3767°Ö
- Sarvtjärnet, sjö i Arvika kommun och Värmland, 59°49′37″N 12°43′22″Ö / 59.827°N 12.7227°Ö
- Savtjärnet, sjö i Arvika kommun och Värmland, 59°49′45″N 12°39′10″Ö / 59.8291°N 12.6529°Ö (22 ha)
- Siketjärnet, sjö i Säffle kommun och Värmland, 59°20′15″N 12°32′04″Ö / 59.3375°N 12.5345°Ö (40 ha)
- Sjugurdstjärnet, sjö i Eda kommun och Värmland, 59°49′51″N 11°59′49″Ö / 59.8309°N 11.997°Ö
- Sjöstadtjärnet, sjö i Karlstads kommun och Värmland, 59°31′12″N 13°33′34″Ö / 59.5199°N 13.5594°Ö (25 ha)
- Skarbolstjärnet, sjö i Säffle kommun och Värmland, 59°09′39″N 12°33′44″Ö / 59.1609°N 12.5621°Ö (21 ha)
- Skarpetjärnet, Värmland, sjö i Arvika kommun och Värmland, 59°32′51″N 12°27′19″Ö / 59.5475°N 12.4552°Ö (3 ha)
- Skitjärnet, sjö i Kils kommun och Värmland, 59°36′53″N 13°05′40″Ö / 59.6147°N 13.0944°Ö (18 ha)
- Skomakartjärnet, sjö i Torsby kommun och Värmland, 60°42′42″N 12°31′03″Ö / 60.7118°N 12.5174°Ö
- Skruvtjärnet, sjö i Eda kommun och Värmland, 59°38′58″N 12°17′58″Ö / 59.6494°N 12.2995°Ö (1 ha)
- Skuttjärnet (Ny socken, Värmland), sjö i Arvika kommun och Värmland, 59°47′16″N 12°28′14″Ö / 59.7877°N 12.4706°Ö (3 ha)
- Skuttjärnet (Skillingmarks socken, Värmland), sjö i Eda kommun och Värmland, 59°45′46″N 11°56′52″Ö / 59.7629°N 11.9478°Ö (15 ha)
- Skåltjärnet, sjö i Arvika kommun och Värmland, 59°47′13″N 12°49′07″Ö / 59.787°N 12.8185°Ö
- Skårtjärnet, sjö i Arvika kommun och Värmland, 60°00′12″N 12°38′09″Ö / 60.0033°N 12.6358°Ö (4 ha)
- Slommetjärnet, Värmland, sjö i Arvika kommun och Värmland, 59°36′05″N 12°21′10″Ö / 59.6014°N 12.3528°Ö (4 ha)
- Släperudstjärnet, sjö i Säffle kommun och Värmland, 59°20′27″N 12°34′25″Ö / 59.3408°N 12.5736°Ö (7 ha)
- Smaltjärnet (Bogens socken, Värmland), sjö i Arvika kommun och Värmland, 60°03′27″N 12°35′23″Ö / 60.0575°N 12.5896°Ö
- Smaltjärnet (Södra Finnskoga socken, Värmland, 673888-132013), sjö i Torsby kommun och Värmland, 60°43′35″N 12°30′30″Ö / 60.7263°N 12.5082°Ö (2 ha)
- Smaltjärnet (Södra Finnskoga socken, Värmland, 674340-132025), sjö i Torsby kommun och Värmland, 60°46′00″N 12°30′22″Ö / 60.7668°N 12.5062°Ö
- Smöråtjärnet, sjö i Torsby kommun och Värmland, 60°45′28″N 12°30′30″Ö / 60.7578°N 12.5083°Ö (7 ha)
- Sniptjärnet, sjö i Arvika kommun och Värmland, 59°42′04″N 12°22′33″Ö / 59.7012°N 12.3759°Ö
- Snårnetjärnet, sjö i Säffle kommun och Värmland, 59°19′48″N 12°32′38″Ö / 59.3301°N 12.5439°Ö (13 ha)
- Speketjärnet, sjö i Arvika kommun och Värmland, 59°42′14″N 12°33′30″Ö / 59.704°N 12.5582°Ö (40 ha)
- Spjuttjärnet, sjö i Säffle kommun och Värmland, 59°14′52″N 12°27′13″Ö / 59.2479°N 12.4537°Ö (16 ha)
- Spraggtjärnet, sjö i Arvika kommun och Värmland, 59°58′41″N 12°36′41″Ö / 59.9781°N 12.6115°Ö
- Stenbrotjärnet, sjö i Säffle kommun och Värmland, 59°18′09″N 12°32′01″Ö / 59.3025°N 12.5337°Ö
- Stenstjärnet (Boda socken, Värmland), sjö i Kils kommun och Värmland, 59°33′48″N 13°05′09″Ö / 59.5634°N 13.0858°Ö (10 ha)
- Stenstjärnet (Gunnarskogs socken, Värmland), sjö i Arvika kommun och Värmland, 59°46′24″N 12°42′09″Ö / 59.7732°N 12.7025°Ö (20 ha)
- Stenstjärnet (Järnskogs socken, Värmland), sjö i Eda kommun och Värmland, 59°41′08″N 12°01′29″Ö / 59.6856°N 12.0246°Ö (1 ha)
- Stentjärnet (Gunnarskogs socken, Värmland), sjö i Arvika kommun och Värmland, 59°58′59″N 12°40′11″Ö / 59.983°N 12.6696°Ö
- Stentjärnet (Silleruds socken, Värmland), sjö i Årjängs kommun och Värmland, 59°25′17″N 12°26′36″Ö / 59.4213°N 12.4434°Ö (11 ha)
- Stentjärnet (Södra Finnskoga socken, Värmland, 672727-133016), sjö i Torsby kommun och Värmland, 60°37′13″N 12°41′58″Ö / 60.6204°N 12.6994°Ö (45 ha)
- Stentjärnet (Södra Finnskoga socken, Värmland, 673860-132648), sjö i Torsby kommun och Värmland, 60°43′38″N 12°37′36″Ö / 60.7273°N 12.6266°Ö (7 ha)
- Sticktjärnet, sjö i Eda kommun och Värmland, 59°48′35″N 11°56′15″Ö / 59.8096°N 11.9376°Ö (20 ha)
- Stolletjärnet, sjö i Årjängs kommun och Värmland, 59°35′04″N 12°12′51″Ö / 59.5845°N 12.2142°Ö (1 ha)
- Stor-Råtjärnet, sjö i Arvika kommun och Värmland, 59°44′31″N 12°57′01″Ö / 59.742°N 12.9504°Ö (9 ha)
- Stora Bjurtjärnet, sjö i Säffle kommun och Värmland, 59°19′59″N 12°30′17″Ö / 59.333°N 12.5047°Ö (6 ha)
- Stora Björntjärnet, sjö i Eda kommun och Värmland, 59°52′27″N 12°07′55″Ö / 59.8742°N 12.132°Ö (1 ha)
- Stora Bogtjärnet, sjö i Eda kommun och Värmland, 59°57′31″N 12°27′22″Ö / 59.9586°N 12.4561°Ö (5 ha)
- Stora Djuptjärnet, sjö i Eda kommun och Värmland, 59°51′48″N 12°11′56″Ö / 59.8633°N 12.199°Ö (4 ha)
- Stora Gräsingetjärnet, sjö i Säffle kommun och Värmland, 59°17′16″N 12°31′29″Ö / 59.2878°N 12.5247°Ö (12 ha)
- Stora Gäddtjärnet, sjö i Säffle kommun och Värmland, 59°20′23″N 12°30′48″Ö / 59.3397°N 12.5134°Ö (11 ha)
- Stora Haraldstjärnet, sjö i Eda kommun och Värmland, 59°52′41″N 12°14′31″Ö / 59.8781°N 12.242°Ö (45 ha)
- Stora Igeltjärnet, sjö i Eda kommun och Värmland, 59°46′27″N 12°07′18″Ö / 59.7742°N 12.1218°Ö (3 ha)
- Stora Koletjärnet, sjö i Eda kommun och Värmland, 59°50′48″N 12°09′14″Ö / 59.8467°N 12.154°Ö (7 ha)
- Stora Koltjärnet, sjö i Sunne kommun och Värmland, 59°54′05″N 12°48′42″Ö / 59.9015°N 12.8116°Ö (5 ha)
- Stora Korstjärnet, sjö i Arvika kommun och Värmland, 59°50′36″N 12°36′53″Ö / 59.8432°N 12.6148°Ö
- Stora Laxetjärnet, sjö i Årjängs kommun och Värmland, 59°31′52″N 12°15′01″Ö / 59.5311°N 12.2503°Ö (7 ha)
- Stora Mickelstjärnet, sjö i Arvika kommun och Värmland, 59°35′30″N 12°21′00″Ö / 59.5916°N 12.35°Ö (1 ha)
- Stora Mörtetjärnet (Järnskogs socken, Värmland), sjö i Eda kommun och Värmland, 59°40′44″N 12°13′00″Ö / 59.679°N 12.2168°Ö (13 ha)
- Stora Mörttjärnet (Gunnarskogs socken, Värmland), sjö i Arvika kommun och Värmland, 59°53′23″N 12°26′33″Ö / 59.8896°N 12.4426°Ö
- Stora Mörttjärnet (Köla socken, Värmland), sjö i Eda kommun och Värmland, 59°49′57″N 12°13′23″Ö / 59.8326°N 12.223°Ö (6 ha)
- Stora Olstjärnet, sjö i Arvika kommun och Värmland, 59°51′27″N 12°44′32″Ö / 59.8574°N 12.7423°Ö (20 ha)
- Stora Orremosstjärnet, sjö i Eda kommun och Värmland, 59°37′22″N 12°04′40″Ö / 59.6228°N 12.0779°Ö (2 ha)
- Stora Pålstjärnet, sjö i Torsby kommun och Värmland, 60°39′13″N 12°41′33″Ö / 60.6535°N 12.6926°Ö (1 ha)
- Stora Råtjärnet, sjö i Arvika kommun och Värmland, 59°49′33″N 12°46′53″Ö / 59.8259°N 12.7813°Ö (2 ha)
- Stora Skottjärnet, sjö i Arvika kommun och Värmland, 59°32′22″N 12°27′46″Ö / 59.5394°N 12.4628°Ö (44 ha)
- Stora Skålltjärnet, sjö i Eda kommun och Värmland, 59°51′09″N 12°12′48″Ö / 59.8525°N 12.2132°Ö (11 ha)
- Stora Sundhöjdtjärnet, sjö i Säffle kommun och Värmland, 59°22′51″N 12°32′46″Ö / 59.3807°N 12.5462°Ö
- Storemyrtjärnet, sjö i Årjängs kommun och Värmland, 59°19′11″N 12°25′07″Ö / 59.3196°N 12.4185°Ö
- Stormossetjärnet, sjö i Säffle kommun och Värmland, 59°21′47″N 12°34′40″Ö / 59.363°N 12.5778°Ö (1 ha)
- Stortjärnet (Gunnarskogs socken, Värmland), sjö i Arvika kommun och Värmland, 59°55′21″N 12°36′06″Ö / 59.9224°N 12.6018°Ö
- Stortjärnet (Svanskogs socken, Värmland), sjö i Säffle kommun och Värmland, 59°16′04″N 12°31′24″Ö / 59.2677°N 12.5233°Ö (9 ha)
- Strandtjärnet, sjö i Årjängs kommun och Värmland, 59°22′22″N 12°09′39″Ö / 59.3729°N 12.1607°Ö
- Stråtjärnet, sjö i Arvika kommun och Värmland, 60°00′29″N 12°34′02″Ö / 60.008°N 12.5673°Ö (21 ha)
- Strötjärnet, sjö i Eda kommun och Värmland, 59°46′23″N 11°55′54″Ö / 59.7731°N 11.9318°Ö (5 ha)
- Stubbtjärnet, sjö i Sunne kommun och Värmland, 59°53′49″N 12°46′40″Ö / 59.897°N 12.7777°Ö (6 ha)
- Stugetjärnet, sjö i Eda kommun och Värmland, 59°52′00″N 12°04′10″Ö / 59.8668°N 12.0694°Ö
- Stugtjärnet, sjö i Arvika kommun och Värmland, 59°53′19″N 12°37′19″Ö / 59.8885°N 12.622°Ö
- Sulerudstjärnet, sjö i Årjängs kommun och Värmland, 59°24′06″N 12°27′30″Ö / 59.4018°N 12.4582°Ö (19 ha)
- Sulvikstjärnet, sjö i Arvika kommun och Värmland, 59°39′41″N 12°22′57″Ö / 59.6614°N 12.3824°Ö (9 ha)
- Sundstabytjärnet, sjö i Årjängs kommun och Värmland, 59°22′55″N 12°00′23″Ö / 59.382°N 12.0063°Ö (12 ha)
- Sundstatjärnet, sjö i Karlstads kommun och Värmland, 59°23′21″N 13°30′37″Ö / 59.3892°N 13.5103°Ö (7 ha)
- Sundstjärnet, sjö i Årjängs kommun och Värmland, 59°35′20″N 12°14′17″Ö / 59.589°N 12.2381°Ö (11 ha)
- Sundtjärnet, sjö i Arvika kommun och Värmland, 59°34′27″N 12°20′48″Ö / 59.5742°N 12.3467°Ö (6 ha)
- Surveletjärnet, sjö i Årjängs kommun och Värmland, 59°16′50″N 12°10′18″Ö / 59.2805°N 12.1717°Ö
- Svaletjärnet (Glava socken, Värmland), sjö i Arvika kommun, 59°27′09″N 12°21′05″Ö / 59.4524°N 12.3514°Ö
- Svaletjärnet (Älgå socken, Värmland), sjö i Arvika kommun, 59°38′24″N 12°17′36″Ö / 59.6399°N 12.2934°Ö (7,09 ha)
- Svantjärnet, sjö i Arvika kommun och Värmland, 59°33′33″N 12°23′12″Ö / 59.5591°N 12.3866°Ö (6 ha)
- Svarttjärnet (Svanskogs socken, Värmland), sjö i Säffle kommun och Värmland, 59°11′14″N 12°28′21″Ö / 59.1871°N 12.4724°Ö
- Svarttjärnet (Gunnarskogs socken, Värmland), sjö i Arvika kommun och Värmland, 59°55′05″N 12°27′55″Ö / 59.918°N 12.4653°Ö
- Svarttjärnet (Järnskogs socken, Värmland, 662571-128455), sjö i Eda kommun och Värmland, 59°41′43″N 11°58′40″Ö / 59.6953°N 11.9778°Ö (0 ha)
- Svarttjärnet (Järnskogs socken, Värmland, 662982-128341), sjö i Eda kommun och Värmland, 59°43′53″N 11°57′12″Ö / 59.7315°N 11.9534°Ö
- Svarttjärnet (Silleruds socken, Värmland, 658992-130235), sjö i Årjängs kommun och Värmland, 59°23′00″N 12°19′35″Ö / 59.3834°N 12.3265°Ö
- Svarttjärnet (Silleruds socken, Värmland, 659023-130883), sjö i Årjängs kommun och Värmland, 59°23′21″N 12°26′24″Ö / 59.3892°N 12.4401°Ö (5 ha)
- Svarttjärnet (Skillingmarks socken, Värmland), sjö i Eda kommun och Värmland, 59°49′44″N 12°02′07″Ö / 59.8288°N 12.0353°Ö
- Svarttjärnen (Sunne socken, Värmland), sjö i Sunne kommun och Värmland, 59°53′39″N 13°03′36″Ö / 59.8942°N 13.06°Ö
- Svarttjärnet (Södra Finnskoga socken, Värmland, 672030-133290), sjö i Torsby kommun och Värmland, 60°33′41″N 12°45′53″Ö / 60.5615°N 12.7646°Ö (10 ha)
- Svarttjärnet (Södra Finnskoga socken, Värmland, 672349-132661), sjö i Torsby kommun och Värmland, 60°35′28″N 12°38′25″Ö / 60.5912°N 12.6403°Ö
- Svarttjärnet (Älgå socken, Värmland), sjö i Arvika kommun och Värmland, 59°38′55″N 12°23′56″Ö / 59.6486°N 12.399°Ö (3 ha)
- Syltjärnet, sjö i Torsby kommun och Värmland, 60°36′50″N 12°45′11″Ö / 60.614°N 12.753°Ö
- Sågetjärnet, Värmland, sjö i Arvika kommun och Värmland, 59°34′41″N 12°47′54″Ö / 59.578°N 12.7983°Ö (5 ha)
- Södra Björntjärnet, sjö i Torsby kommun och Värmland, 60°36′49″N 12°33′20″Ö / 60.6137°N 12.5555°Ö
- Södra Grästjärnet, sjö i Torsby kommun och Värmland, 60°56′28″N 12°17′30″Ö / 60.9411°N 12.2917°Ö
- Södra Holmtjärnet, sjö i Arvika kommun och Värmland, 59°38′26″N 12°59′24″Ö / 59.6406°N 12.9901°Ö
- Södra Kastjärnet, sjö i Årjängs kommun och Värmland, 59°13′37″N 11°55′35″Ö / 59.227°N 11.9263°Ö
- Södra Kaveltjärnet, sjö i Torsby kommun och Värmland, 60°34′20″N 12°49′28″Ö / 60.5721°N 12.8245°Ö (8 ha)
- Södra Laxetjärnet, sjö i Arvika kommun och Värmland, 59°37′25″N 12°23′28″Ö / 59.6235°N 12.3911°Ö (3 ha)
- Södra Lundstjärnet, sjö i Årjängs kommun och Värmland, 59°22′21″N 12°02′12″Ö / 59.3725°N 12.0366°Ö
- Södra Märrtjärnet, sjö i Arvika kommun och Värmland, 60°02′37″N 12°32′04″Ö / 60.0436°N 12.5345°Ö
- Södra Mörtetjärnet, sjö i Eda kommun och Värmland, 59°40′28″N 12°13′06″Ö / 59.6744°N 12.2182°Ö (3 ha)
- Södra Ristjärnet, sjö i Arvika kommun och Värmland, 59°49′37″N 12°43′58″Ö / 59.827°N 12.7328°Ö (9 ha)
- Södra Taktjärnet, sjö i Eda kommun och Värmland, 59°50′47″N 12°08′16″Ö / 59.8463°N 12.1379°Ö (12 ha)
- Södra Älgtjärnet, sjö i Arvika kommun och Värmland, 59°33′51″N 12°21′08″Ö / 59.5643°N 12.3523°Ö (3 ha)
- Sönnre tjärnet, sjö i Arvika kommun och Värmland, 59°54′33″N 12°28′56″Ö / 59.9092°N 12.4822°Ö (28 ha)
- Sörtjärnet, Värmland, sjö i Arvika kommun och Värmland, 59°31′26″N 12°45′17″Ö / 59.524°N 12.7548°Ö (53 ha)
- Talltjärnet, sjö i Arvika kommun och Värmland, 59°46′32″N 12°40′51″Ö / 59.7756°N 12.6807°Ö (6 ha)
- Tegstjärnet (Silleruds socken, Värmland, 658018-129400), sjö i Årjängs kommun och Värmland, 59°17′48″N 12°11′15″Ö / 59.2967°N 12.1875°Ö (14 ha)
- Tegstjärnet (Silleruds socken, Värmland, 659044-130799), sjö i Årjängs kommun och Värmland, 59°23′29″N 12°25′02″Ö / 59.3914°N 12.4173°Ö (24 ha)
- Fjälletjärnet, sjö i Säffle kommun och Värmland, 59°12′02″N 12°28′27″Ö / 59.2005°N 12.4743°Ö
- Tjärnstjärnet, sjö i Årjängs kommun och Värmland, 59°23′48″N 12°14′38″Ö / 59.3968°N 12.2439°Ö (16 ha)
- Tokilstjärnet, sjö i Årjängs kommun och Värmland, 59°17′45″N 12°13′07″Ö / 59.2958°N 12.2187°Ö (21 ha)
- Torpetjärnet, Värmland, sjö i Årjängs kommun och Värmland, 59°31′56″N 11°56′28″Ö / 59.5321°N 11.9411°Ö (25 ha)
- Torrtjärnet (Gunnarskogs socken, Värmland), sjö i Arvika kommun och Värmland, 59°59′59″N 12°38′33″Ö / 59.9996°N 12.6424°Ö
- Torttjärnet (Stavnäs socken, Värmland), sjö i Arvika kommun och Värmland, 59°33′11″N 12°47′24″Ö / 59.5531°N 12.7899°Ö
- Totjärnet, sjö i Eda kommun och Värmland, 59°53′08″N 12°25′30″Ö / 59.8855°N 12.425°Ö
- Trantjärnet (Skillingmarks socken, Värmland), sjö i Eda kommun och Värmland, 59°52′46″N 12°00′24″Ö / 59.8795°N 12.0067°Ö
- Trindtjärnet, sjö i Arvika kommun och Värmland, 60°03′00″N 12°35′57″Ö / 60.0499°N 12.5993°Ö (5 ha)
- Trinntjärnet (Järnskogs socken, Värmland), sjö i Eda kommun och Värmland, 59°45′45″N 12°05′01″Ö / 59.7625°N 12.0836°Ö
- Trolltjärnet, Värmland, sjö i Arvika kommun och Värmland, 59°49′06″N 12°40′21″Ö / 59.8183°N 12.6724°Ö
- Tromtjärnet, sjö i Arvika kommun och Värmland, 59°39′28″N 12°20′29″Ö / 59.6579°N 12.3413°Ö
- Tryggtjärnet, sjö i Säffle kommun och Värmland, 59°12′15″N 12°39′51″Ö / 59.2041°N 12.6643°Ö
- Trättjärnet (Boda socken, Värmland), sjö i Kils kommun och Värmland, 59°35′24″N 13°05′51″Ö / 59.5901°N 13.0974°Ö (13 ha)
- Tummestjärnet, sjö i Sunne kommun och Värmland, 59°50′29″N 12°51′42″Ö / 59.8413°N 12.8616°Ö
- Tupptjärnet, sjö i Torsby kommun och Värmland, 60°36′49″N 12°43′13″Ö / 60.6135°N 12.7204°Ö (1 ha)
- Tälltjärnet, sjö i Arvika kommun och Värmland, 59°54′44″N 12°27′38″Ö / 59.9121°N 12.4606°Ö
- Uddetjärnet, sjö i Årjängs kommun och Värmland, 59°32′49″N 11°59′39″Ö / 59.5469°N 11.9941°Ö
- Uppsalstjärnet, sjö i Årjängs kommun och Värmland, 59°25′50″N 11°54′40″Ö / 59.4305°N 11.9111°Ö (23 ha)
- Uttertjärnet, sjö i Sunne kommun och Värmland, 59°53′04″N 12°49′15″Ö / 59.8845°N 12.8208°Ö (1 ha)
- Valnästjärnet, sjö i Arvika kommun och Värmland, 59°36′56″N 12°28′00″Ö / 59.6155°N 12.4667°Ö
- Vargtjärnet, sjö i Sunne kommun och Värmland, 59°47′20″N 12°57′39″Ö / 59.7889°N 12.9609°Ö (5 ha)
- Varpnästjärnet, sjö i Karlstads kommun och Värmland, 59°24′21″N 13°17′36″Ö / 59.4059°N 13.2934°Ö (50 ha)
- Vasstjärnet, sjö i Arvika kommun och Värmland, 59°38′38″N 12°25′03″Ö / 59.6438°N 12.4176°Ö (23 ha)
- Venetjärnet, sjö i Eda kommun och Värmland, 59°51′06″N 12°05′39″Ö / 59.8517°N 12.0941°Ö (1 ha)
- Vianstjärnet, sjö i Sunne kommun och Värmland, 59°53′13″N 12°48′09″Ö / 59.887°N 12.8025°Ö (5 ha)
- Vika-Långtjärnet, sjö i Eda kommun och Värmland, 59°47′08″N 11°59′02″Ö / 59.7856°N 11.9838°Ö (1 ha)
- Vitstenstjärnet, sjö i Årjängs kommun och Värmland, 59°30′17″N 12°03′15″Ö / 59.5046°N 12.0541°Ö
- Väster-Svarttjärnet, sjö i Sunne kommun och Värmland, 59°49′49″N 12°54′05″Ö / 59.8302°N 12.9013°Ö (9 ha)
- Västra Abborrtjärnet, sjö i Årjängs kommun och Värmland, 59°24′21″N 12°23′58″Ö / 59.4057°N 12.3995°Ö (2 ha)
- Västra Bläcketjärnet, sjö i Eda kommun och Värmland, 59°46′14″N 11°57′25″Ö / 59.7705°N 11.9569°Ö
- Västra Lomtjärnet, sjö i Eda kommun och Värmland, 59°52′30″N 12°08′48″Ö / 59.8751°N 12.1467°Ö (5 ha)
- Västra Sottjärnet, sjö i Årjängs kommun och Värmland, 59°26′27″N 12°22′09″Ö / 59.4407°N 12.3693°Ö
- Västra Stentjärnet, sjö i Arvika kommun och Värmland, 60°02′01″N 12°27′35″Ö / 60.0335°N 12.4596°Ö (5 ha)
- Västra Stocktjärnet, sjö i Arvika kommun och Värmland, 60°04′16″N 12°33′59″Ö / 60.0712°N 12.5665°Ö (5 ha)
- Västra Stångtjärnet, sjö i Torsby kommun och Värmland, 60°36′19″N 12°47′34″Ö / 60.6052°N 12.7928°Ö
- Västra Sävtjärnet, sjö i Arvika kommun och Värmland, 59°29′09″N 12°32′51″Ö / 59.4859°N 12.5476°Ö
- Västra Ulvtjärnet, sjö i Eda kommun och Värmland, 59°45′42″N 12°05′30″Ö / 59.7616°N 12.0917°Ö (6 ha)
- Yppersbytjärnet, sjö i Arvika kommun och Värmland, 59°35′34″N 12°44′37″Ö / 59.5928°N 12.7436°Ö (57 ha)
- Älgtjärnet (Eda socken, Värmland), sjö i Eda kommun och Värmland, 59°53′24″N 12°25′29″Ö / 59.8899°N 12.4247°Ö
- Älgtjärnet (Gräsmarks socken, Värmland, 663882-133650), sjö i Sunne kommun och Värmland, 59°50′11″N 12°53′20″Ö / 59.8364°N 12.8888°Ö (2 ha)
- Älgtjärnet (Gräsmarks socken, Värmland, 665045-133184), sjö i Sunne kommun och Värmland, 59°56′20″N 12°47′47″Ö / 59.9388°N 12.7964°Ö
- Älgtjärnet (Järnskogs socken, Värmland), sjö i Eda kommun och Värmland, 59°41′00″N 12°01′09″Ö / 59.6833°N 12.0191°Ö (1 ha)
- Älgtjärnet (Mangskogs socken, Värmland), sjö i Arvika kommun och Värmland, 59°48′21″N 12°48′24″Ö / 59.8057°N 12.8068°Ö
- Älgtjärnet (Södra Finnskoga socken, Värmland), sjö i Torsby kommun och Värmland, 60°38′31″N 12°31′49″Ö / 60.642°N 12.5302°Ö (7 ha)
- Äng-Råtjärnet, sjö i Arvika kommun och Värmland, 59°44′38″N 12°56′44″Ö / 59.7438°N 12.9455°Ö (6 ha)
- Årtjärnet, sjö i Arvika kommun och Värmland, 59°47′53″N 12°41′02″Ö / 59.7981°N 12.6838°Ö (18 ha)
- Åstjärnet (Frykeruds socken, Värmland), sjö i Kils kommun och Värmland, 59°31′26″N 13°09′40″Ö / 59.5239°N 13.1611°Ö (22 ha)
- Åstjärnet (Gunnarskogs socken, Värmland), sjö i Arvika kommun och Värmland, 60°01′00″N 12°32′35″Ö / 60.0167°N 12.543°Ö (32 ha)
- Åstjärnet (Södra Finnskoga socken, Värmland), sjö i Torsby kommun och Värmland, 60°40′13″N 12°37′35″Ö / 60.6703°N 12.6265°Ö (13 ha)
- Åtjärnet, sjö i Arvika kommun och Värmland, 59°45′34″N 12°42′11″Ö / 59.7595°N 12.7031°Ö (12 ha)
- Ödebytjärnet, sjö i Säffle kommun och Värmland, 59°13′22″N 12°30′51″Ö / 59.2228°N 12.5143°Ö (11 ha)
- Örekyttjärnet, sjö i Eda kommun och Värmland, 59°52′51″N 12°04′37″Ö / 59.8808°N 12.0769°Ö
- Öretjärnet (Järnskogs socken, Värmland), sjö i Eda kommun och Värmland, 59°39′10″N 12°10′16″Ö / 59.6529°N 12.1712°Ö (4 ha)
- Öretjärnet (Köla socken, Värmland), sjö i Eda kommun och Värmland, 59°52′21″N 12°06′16″Ö / 59.8726°N 12.1045°Ö (4 ha)
- Öretjärnet (Skillingmarks socken, Värmland), sjö i Eda kommun och Värmland, 59°48′45″N 12°03′07″Ö / 59.8124°N 12.0519°Ö
- Örjastjärnet, sjö i Arvika kommun och Värmland, 59°59′38″N 12°38′07″Ö / 59.9939°N 12.6352°Ö
- Örkyttjärnet (Brunskogs socken, Värmland), sjö i Arvika kommun och Värmland, 59°37′47″N 13°00′43″Ö / 59.6298°N 13.0119°Ö
- Örsholmstjärnet, sjö i Karlstads kommun och Värmland, 59°22′55″N 13°33′07″Ö / 59.382°N 13.552°Ö (16 ha)
- Örtjärnet (Långseruds socken, Värmland), sjö i Säffle kommun och Värmland, 59°20′46″N 12°31′21″Ö / 59.346°N 12.5225°Ö (8 ha)
- Örtjärnet (Älgå socken, Värmland, 660945-130620), sjö i Arvika kommun och Värmland, 59°33′37″N 12°22′35″Ö / 59.5602°N 12.3764°Ö (3 ha)
- Örtjärnet (Älgå socken, Värmland, 661097-130617), sjö i Arvika kommun och Värmland, 59°34′26″N 12°22′28″Ö / 59.5738°N 12.3745°Ö (3 ha)
- Öster-Svarttjärnet, sjö i Sunne kommun och Värmland, 59°50′08″N 12°54′50″Ö / 59.8356°N 12.914°Ö (32 ha)
- Östmarktjärnet, sjö i Kils kommun och Värmland, 59°38′57″N 13°05′02″Ö / 59.6493°N 13.0839°Ö (11 ha)
- Östra Bläcketjärnet, sjö i Eda kommun och Värmland, 59°46′14″N 11°57′50″Ö / 59.7705°N 11.964°Ö (1 ha)
- Östra Lomtjärnet, sjö i Eda kommun och Värmland, 59°52′30″N 12°10′25″Ö / 59.875°N 12.1737°Ö (8 ha)
- Östra Långtjärnet, sjö i Eda kommun och Värmland, 59°50′45″N 12°05′10″Ö / 59.8459°N 12.0862°Ö (10 ha)
- Östra Sottjärnet, sjö i Årjängs kommun och Värmland, 59°26′27″N 12°22′24″Ö / 59.4408°N 12.3734°Ö
- Östra Stentjärnet, sjö i Arvika kommun och Värmland, 60°02′05″N 12°27′53″Ö / 60.0348°N 12.4647°Ö (4 ha)
- Östra Stocktjärnet, sjö i Arvika kommun och Värmland, 60°04′23″N 12°34′25″Ö / 60.073°N 12.5737°Ö (5 ha)
- Östra Stora Mörtetjärnet, sjö i Eda kommun och Värmland, 59°40′58″N 12°13′12″Ö / 59.6827°N 12.22°Ö (3 ha)
- Östra Stångtjärnet, sjö i Torsby kommun och Värmland, 60°36′19″N 12°48′21″Ö / 60.6052°N 12.8058°Ö
- Östra Svarttjärnet, sjö i Eda kommun och Värmland, 59°40′29″N 12°02′39″Ö / 59.6748°N 12.0443°Ö
- Östra Sävtjärnet, sjö i Arvika kommun och Värmland, 59°29′22″N 12°33′29″Ö / 59.4895°N 12.558°Ö
- Östra Ulvtjärnet, sjö i Eda kommun och Värmland, 59°45′38″N 12°05′50″Ö / 59.7605°N 12.0971°Ö (5 ha)
- Ötjärnet, sjö i Sunne kommun och Värmland, 59°52′34″N 12°51′44″Ö / 59.8761°N 12.8621°Ö (2 ha)
- Övre Flugstjärnet, sjö i Årjängs kommun och Värmland, 59°39′32″N 11°59′58″Ö / 59.6588°N 11.9995°Ö (1 ha)
- Övre Håvstjärnet, sjö i Torsby kommun och Värmland, 60°40′26″N 12°45′37″Ö / 60.6738°N 12.7604°Ö (6 ha)
- Övre Mossetjärnet, sjö i Eda kommun och Värmland, 59°53′07″N 11°57′14″Ö / 59.8854°N 11.9539°Ö